# Volkswagen Maggiolino
La Volkswagen Typ 1, meglio conosciuta in Italia come Maggiolino se in versione Typ 1/113 M15, o Maggiolone se in versione Typ 1/1302 e 1303, è un'automobile compatta prodotta dalla Volkswagen dal 1938 al 2003.
A causa delle sue forme molto tonde, è spesso soprannominata affettuosamente nelle varie lingue con un termine che significa "scarabeo": "Käfer" in Germania, "Beetle" nel Regno Unito, "Kever" nei Paesi Bassi o "Escarabajo" in Spagna. È invece chiamata "Maggiolino" in Italia, "Coccinelle" (coccinella) in Francia, "Bug" (insetto) negli Stati Uniti e "Fusca" in Brasile.
Il Maggiolino è sicuramente l'automobile tedesca più conosciuta al mondo, simbolo della rinascita industriale tedesca nel secondo dopoguerra, nonché il primo modello Volkswagen in assoluto.
Detiene attualmente il record di auto più longeva del mondo, essendo stata prodotta ininterrottamente per sessantacinque anni. Inoltre, ha detenuto a lungo il primato di auto più venduta al mondo, con 21.529.464 esemplari, e attualmente è la quarta auto al mondo per numero di esemplari prodotti, dopo Toyota Corolla, Ford F-150 e Volkswagen Golf.
Nel 1999 è stata nominata tra le cinque automobili più influenti del XX secolo.
Per la sua diffusione planetaria, è uno dei primi esempi di world car.
Il Maggiolino ha avuto una riedizione moderna nel New Beetle, modello retrò entrato in produzione nel 1998 e seguito dal Maggiolino nel 2011, entrambi prodotti nello stabilimento messicano di Puebla, ma la sua eredità di auto da famiglia è stata effettivamente raccolta dalla Golf nel 1974, che ha eguagliato e poi superato il record di vendite del Maggiolino.

## Storia

### Sviluppo
La sua produzione ebbe inizio durante il Terzo Reich per volere di Adolf Hitler, il quale, convinto che l'automobile non dovesse essere un privilegio per le classi più abbienti, in un discorso del 1934 annunciò la sua scelta di mettere in commercio un veicolo che fosse accessibile all'intera popolazione tedesca. In quegli anni le automobili, almeno in Europa, non avevano prezzi accessibili al cittadino medio. D'altro canto lo sviluppo della motorizzazione di massa avrebbe permesso alla Germania una maggiore flessibilità per il posizionamento delle fabbriche nei confronti dei quartieri residenziali.
I progettisti interpellati furono Ferdinand Porsche e Jakob Werlin della Mercedes-Benz. Vinse il progetto del primo, che ebbe il compito di realizzare un'auto con le seguenti caratteristiche, fornite da Adolf Hitler stesso, soprattutto in funzione di viaggiare comodamente sulle prime autostrade: capacità di trasportare 5 persone o tre soldati e un mitragliatore, viaggiare oltre i 100 km/h consumando in media 7 litri per 100 km e non avere un prezzo superiore ai 1000 Reichsmark. Un operaio guadagnava in media 130 Reichsmark al mese, ma i meno abbienti erano stipendiati con circa 110 Reichsmark al mese, con ben poche possibilità di risparmio; l'auto più economica all'epoca era la Opel 1.2 L, la quale tuttavia costava 1550 Reichsmark, al cui prezzo di listino andava aggiunta una percentuale per il concessionario. Adolf Hitler, inoltre, non aveva intenzione di favorire la Opel, in quanto dal 1929 era di proprietà della statunitense General Motors.
In realtà, Ferdinand Porsche aveva in mente un progetto simile già dal 1929, quando aveva proposto la sua idea alla Mercedes-Benz prima, e alla Zündapp, produttrice di motociclette, in seguito. Nel 1932, con la Zündapp, Porsche aveva sviluppato tre prototipi marcianti di un modello denominato Porsche Typ 12, detto anche "Auto für Jedermann" ("Auto per tutti"), con motore radiale a cinque cilindri raffreddato ad acqua (scelto dall'azienda), e nel 1935 due prototipi di Porsche Typ 60, con motore boxer a quattro cilindri raffreddato ad aria. Nessuno dei prototipi andò in produzione.
Nel 1936 vennero allestiti i primi tre prototipi, due berline ed una cabriolet, fortemente ispirati sia nella tecnica che nel design a un prototipo già esistente, la Tatra V570 disegnata da Hans Ledwinka. La casa automobilistica ceca era molto gradita ad Adolf Hitler, che ne aveva provato i modelli durante i suoi viaggi in Cecoslovacchia, al punto da dire a Ferdinand Porsche: "Questa (la Tatra) è la macchina per le mie strade". La vicenda dei brevetti Tatra e del ruolo di Volkswagen nella loro violazione continuerà anche dopo la seconda guerra mondiale, finendo nel 1961 con un risarcimento milionario da parte della casa tedesca.

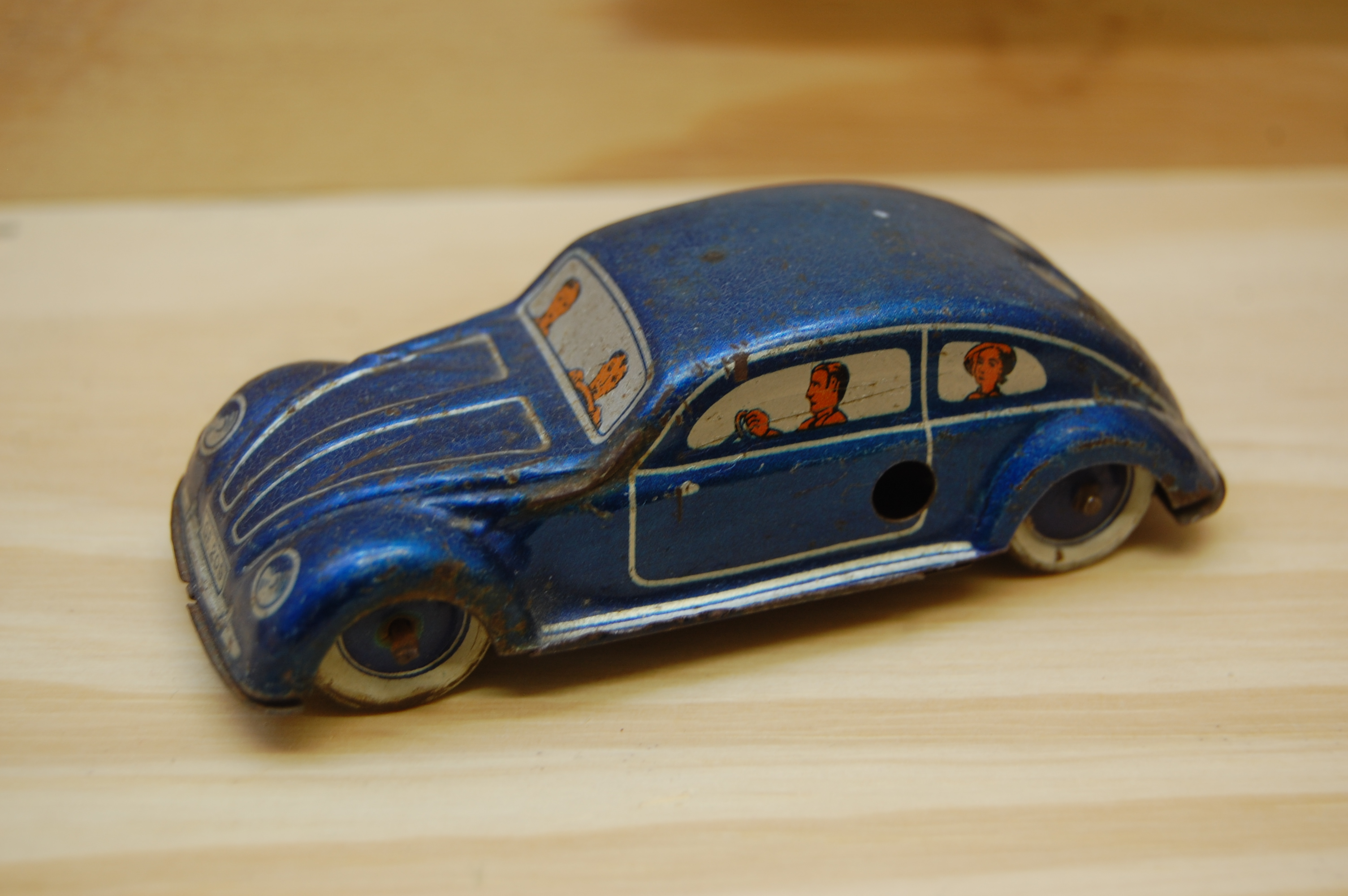
Modellino del Maggiolino risalente al 1940

L'automobile venne inizialmente nominata KdF-Wagen, Kraft durch Freude-Wagen, ovvero "auto della Forza attraverso la Gioia", dal nome dell'ente dopolavoro/ricreativo di stato Kraft durch Freude. Porsche tentò di opporsi a tale nome, ma la scelta era indiscutibile. La messa in atto, il finanziamento e l'organizzazione della motorizzazione di massa vennero nel Reich affidate alla KdF, l'istituzione pubblica che offriva a prezzi popolari vacanze, spettacoli e divertimenti in genere. I colossali investimenti necessari alla enorme capacità produttiva richiesta alla fabbrica, uniti al fatto che il prezzo alla vendita previsto per l'auto non garantiva alcun ritorno all'industria privata, costituivano un problema di difficile soluzione: per rispettare la promessa propagandistica, si decise che i lavoratori stessi si sarebbero accollati i costi dell'operazione. Ai lavoratori tedeschi venne quindi proposto uno schema di accantonamento che prevedeva una quota settimanale, da devolvere per aver in seguito diritto all'auto di famiglia: le enormi somme anticipate dalle schiere di lavoratori (convinti dal promesso prezzo allettante) permisero la realizzazione del grande complesso produttivo Volkswagen (in tedesco "auto-del-popolo") nei pressi del castello di Wolfsburg.
Questo primo modello, caratterizzato dal piccolo lunotto posteriore separato in due parti, è noto in Italia come "due vetrini". Inoltre l'auto veniva semplicemente chiamata Volkswagen, essendo l'unica vettura destinata alle vendite.
Infatti il nome "Maggiolino" non le è stato attribuito sin dall'inizio. In azienda era identificata come "Typ 1". Solamente nel 1967 in una brochure pubblicitaria fu definita per la prima volta "Der Käfer" (Lo Scarafaggio).
La Volkswagen debuttò al Salone di Berlino nel 1939, riscuotendo un grande successo ma, nello stesso anno, l'inizio della seconda guerra mondiale portò a convertire la Volkswagen per la produzione bellica.

### La produzione bellica
La base tecnica del Käfer è stata utilizzata per la produzione di mezzi bellici leggeri nell'esercito tedesco impegnato nella Guerra, utilizzati su tutti i fronti, dalla Russia al deserto africano.
Celebre è la Kübelwagen (Typ 82) della Wehrmacht, prodotta in circa 55.000 esemplari dal 1940 fino al 1945; costruita in lamierati piani, stampati con nervature di rinforzo, utilizzò prima il motore 985 cm³ della KdF-Wagen, in seguito il motore 1131 cm³ della Kommandeurwagen Typ 82.

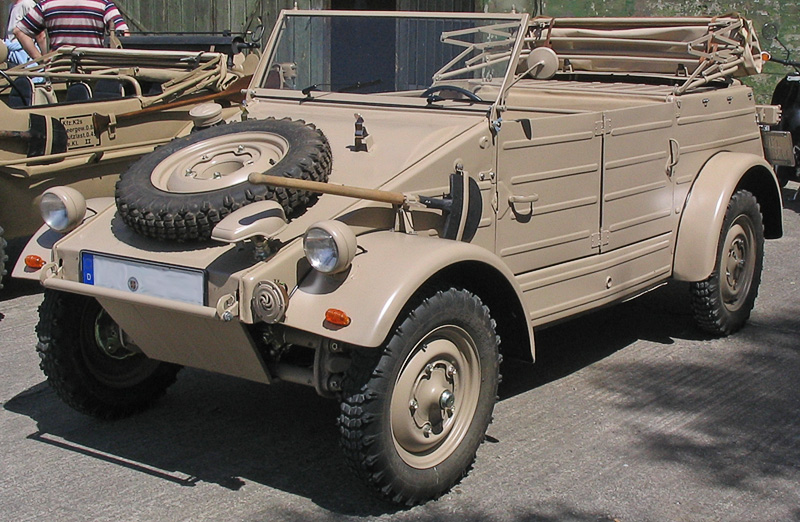
Typ 82 Kübelwagen.

Tra i progetti più originali al fine di contrastare la penuria di benzina in Germania, c'è quello di una Kübelwagen alimentata a gas generato dai carboni di legna, dotata di un bruciatore nel cofano anteriore.
L'anfibia Schwimmwagen (Typ 166), capace di guadare ad una velocità di 10 km/h e sempre sviluppata sulla base della Kübelwagen, era dotata di trazione integrale e di una elica ribaltabile collegabile con un prolungamento all'albero motore. Le ruote anteriori fungevano da timone, e il passo accorciato rispetto al modello da cui derivava permetteva alla Schwimmwagen una buona manovrabilità in acqua. Venne prodotta dal 1942 al 1944 in circa 14.000 esemplari, ma attualmente solo 150 sono in condizioni di marciare.
La Kommandeurwagen (Typ 87) era il Maggiolino in versione bellica; sviluppato sulla base della Kübelwagen, era dotata di tetto in tela ripiegabile, trazione integrale, cambio con rapporti ridotti, differenziale autobloccante. Venne impiegata nella campagna russa, per un totale di 667 esemplari costruiti; ben pochi Kommandeurwagen tornarono dalla Russia, e oggi sono rari. Di aspetto simile, ma senza trazione integrale, era il Maggiolino Typ 82E.
Nel corso della guerra, in mancanza di carburante, molti veicoli furono convertiti, tramite l'installazione di caldaie, ad alimentazione a legna o carbone.

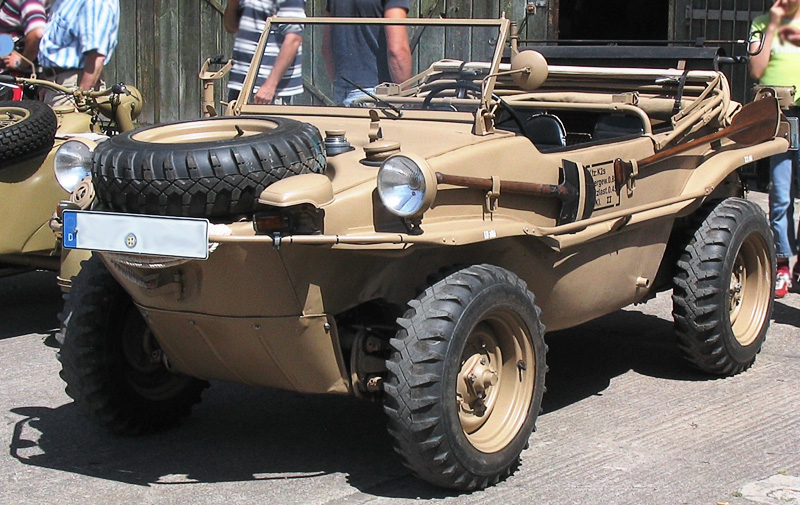
Typ 166 Schwimmwagen.

### Gli anni del dopoguerra

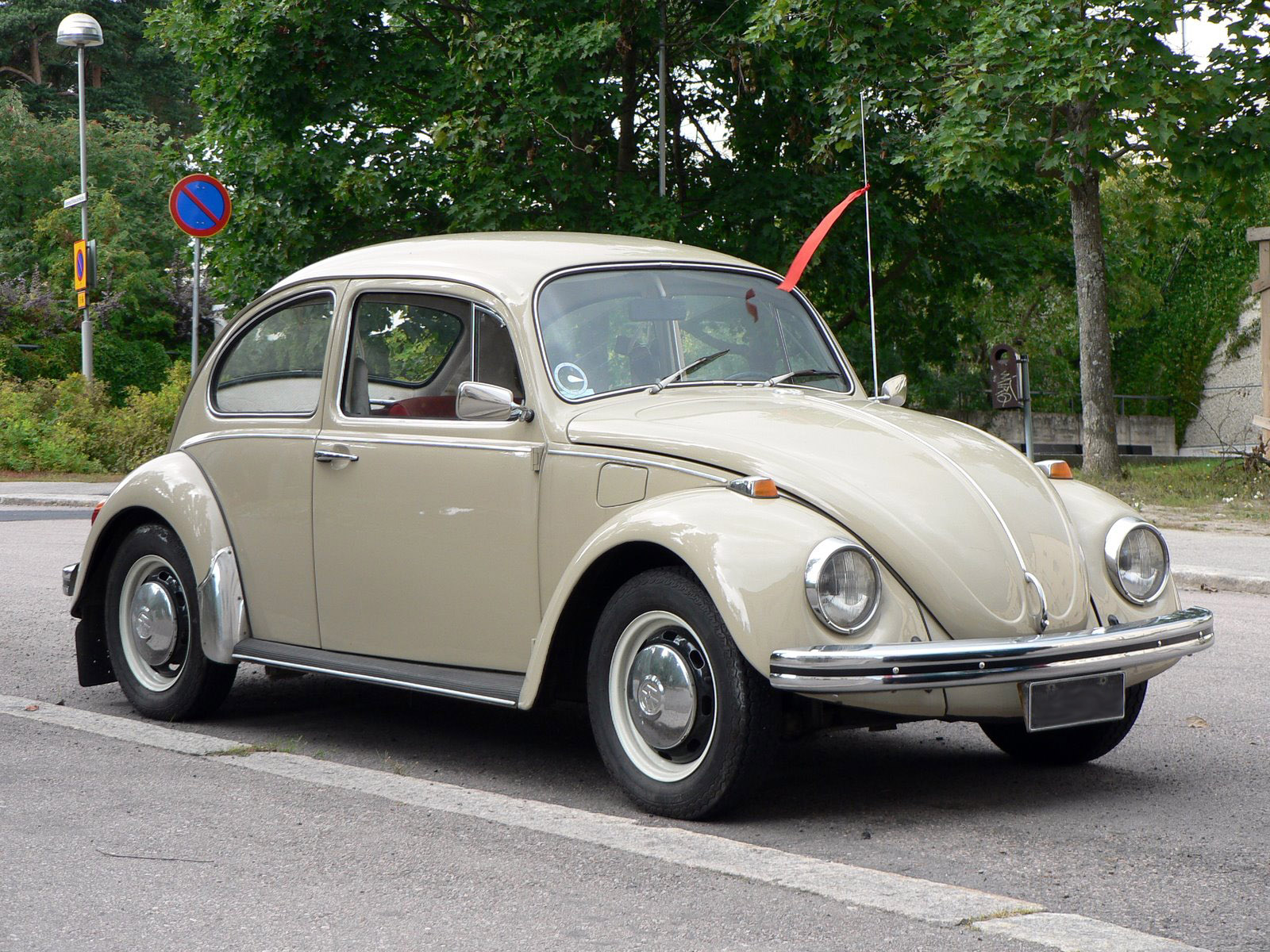
Un Volkswagen Maggiolino 1300.

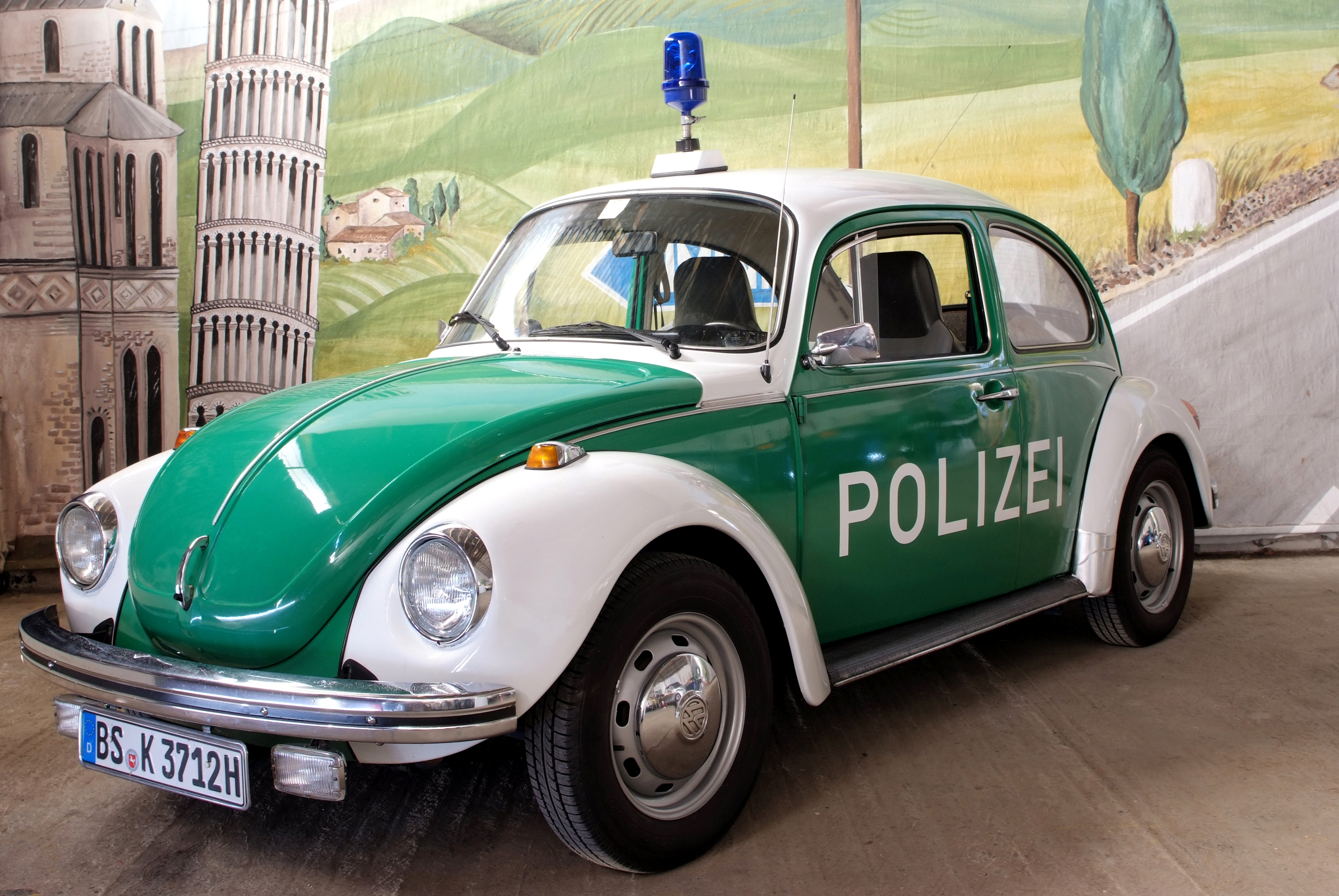
Un Volkswagen Maggiolone 1303 in dotazione alla polizia della Germania dell'Ovest.

Terminata la guerra, gli edifici di Wolfsburg erano quasi completamente distrutti dai bombardamenti e i macchinari superstiti, trasferiti in decine di cantine e autorimesse private. Gli alleati pensarono di completare la demolizione, ma il salvataggio dell'azienda venne proposto da Ivan Hirst, un ufficiale inglese, ingegnere meccanico e particolarmente esperto di automobili, che ipotizzò di rimettere in funzione la fabbrica allo scopo di costruire automezzi per l'esercito britannico. L'ipotesi di Hirst venne in seguito abbandonata, ma il suo piano fu al momento approvato dalle autorità inglesi, a patto che egli sovrintendesse personalmente all'opera di ricostruzione ed avviamento della produzione, impiegando la manodopera esistente. Tale manodopera era principalmente costituita da prigionieri francesi, polacchi e russi, oltre che da italiani e francesi deportati in Germania dalla Repubblica di Salò e dal Regime di Vichy.
I lavori di ricostruzione muraria, affidati agli operai italiani, furono terminati negli ultimi mesi del 1945 e, dopo una veloce sistemazione delle infrastrutture, la produzione riprese tra mille difficoltà, riuscendo in breve tempo a stabilizzarsi sul migliaio di maggiolini al mese. Questo era il break even point produttivo: al di sotto delle 1000 unità lo stabilimento sarebbe stato inefficiente e quindi chiuso. Per raggiungere l'obiettivo di produzione, Ivan Hirst si avvalse di Richard Berrymore: ex ufficiale della RAF, si era fatto una grande esperienza nella produzione di massa, lavorando per la General Motors prima della guerra. Lo stabilimento fu salvato dalla chiusura, producendo 1003 unità nel marzo 1946, per arrivare a 10020 unità a fine anno. Le vetture prodotte nel 1946 e 1947 vennero destinate esclusivamente ai militari alleati. Fino al 1948 viene prodotto il solo modello [Typ 1/111] Standard.
Riavviata l'azienda e venuto il tempo di far ritorno in patria, il maggiore Hirst dovette scegliere un direttore tedesco per la nuova Volkswagen; un compito non facile visto che la quasi totalità dei manager tedeschi era compromessa con il passato regime nazista. La scelta cadde su Heinz Nordoff che, prese le redini aziendali il 1º gennaio 1948, seppe magistralmente proseguire l'opera di Hirst, portando al giusto regime il ritmo produttivo, fino a vendere, nel 1949, quasi cinquantamila esemplari. Un progresso che si arrestò solo negli anni settanta.
Nel frattempo l'ingegnere Ferdinand Porsche, accusato nel 1947 di crimini di guerra e arrestato in Francia, venne liberato. Morì il 30 gennaio del 1951, lasciando a suo figlio Ferdinand "Ferry" Porsche la guida della sua casa automobilistica appena fondata. Pare che, una volta tornato in Germania, si commosse vedendo quanti "suoi" Maggiolini giravano per le strade. 
Poiché a Porsche si deve la nascita del Maggiolino, la sua casa automobilistica ottenne una royalty di 5 DM per ogni esemplare di Maggiolino venduto, in cambio della promessa di non commercializzare mai un'automobile concorrente.
Nel 1948 viene introdotto il modello Typ 1/113 detto Export-Modell, versione molto rifinita, ricca di cromature e destinata ai mercati stranieri più ricchi, come la Svizzera. Da questo momento lo sviluppo dei modelli Standard (Typ 1/111) ed Export (Typ 1/113) viaggia su binari paralleli, ma con tappe diverse. Infatti alcune migliorie meccaniche e funzionali verranno introdotte prima sul modello Export e solo più tardi sul modello Standard. 
| Modello | Allestimento | Descrizione                                                  |
| ------- | ------------ | ------------------------------------------------------------ |
| Typ 1   | 111          | Maggiolino Standard, guida a sinistra                        |
| Typ 1   | 112          | Maggiolino Standard, guida a destra                          |
| Typ 1   | 113          | Maggiolino Export (DeLuxe), guida a sinistra                 |
| Typ 1   | 114          | Maggiolino Export (DeLuxe), guida a destra                   |
| Typ 1   | 115          | Maggiolino Standard, tetto apribile, guida a sinistra        |
| Typ 1   | 116          | Maggiolino Standard, tetto apribile, guida a destra          |
| Typ 1   | 117          | Maggiolino Export (DeLuxe), tetto apribile, guida a sinistra |
| Typ 1   | 118          | Maggiolino Export (DeLuxe), tetto apribile, guida a destra   |

Nel 1949 il modello Typ 1 viene affiancato dal Volkswagen Typ 2, un mezzo da lavoro realizzato con lo stesso motore e una meccanica molto simile: è il secondo modello della casa di Wolfsburg.

### Dal 1950 al 1959
All'inizio degli anni '50 la Volkswagen comincia a vendere il Maggiolino oltre i confini della Germania, aprendo filiali in Brasile, Stati Uniti d'America, Messico e Sudafrica.
Nel 1950 viene adottato per il modello Export il sistema frenante idraulico e il volante a due razze, mentre per tutti i modelli, il posacenere e il tetto apribile in tela gommata. Viene introdotto il termostato automatico per il raffreddamento del motore e il filtro dell'aria cilindrico a cartuccia. Inoltre vengono apportate migliorie alle barre di torsione delle sospensioni. Sul cofano anteriore viene apposto lo stemma rotondo e cromato VW. Il clacson viene posto dietro il parafango sinistro, nascosto da una piccola griglia circolare e cromata (verniciata sul modello Standard con lo stesso colore della carrozzeria). La stessa griglia è apposta anche sul parafango destro.
Nel 1951 furono introdotti gli ammortizzatori telescopici posteriori. Dal punto di vista della carrozzeria, per il solo modello Export, venne inserito un listello cromato al parabrezza, lo stemma smaltato di Wolfsburg sul cofano anteriore e convogliatori d'aria ai fianchetti. Gli interni videro invece l'introduzione di tasche nei pannelli delle portiere.
Nello stesso anno, lo Studio Porsche lavorò per un breve periodo ad un motore diesel su base del propulsore originale a benzina da 1192 cm³, portato a 1290 cm³, mantenendo invariato il raffreddamento ad aria e lo schema dei cilindri, con una potenza di 25 cavalli a 3300 giri al minuto e un peso inferiore ai 40 chilogrammi. Furono progettati due prototipi, un Maggiolino e un Typ 2. Nonostante avesse registrato consumi molto bassi (intorno ai 16 km/l, contro i 12 km/l del motore a benzina) e fosse stato collaudato per oltre un milione di chilometri, il progetto fu abbandonato, poiché il motore si rivelava rumoroso e troppo lento: oltre 60 secondi per arrivare a 100 km/h, per una velocità massima registrata di 110 km/h.
Nel 1952, i convogliatori d'aria ai fianchetti vengono eliminati in favore di deflettori alle portiere. Il diametro delle ruote fu ridotto con l'adozione di cerchi da 15 pollici (5,60 x 15). Vennero rinnovati il cruscotto e il comando delle frecce al volante. Infine ad ottobre dello stesso anno, solo per il modello Export, fu montato il cambio con 2ª, 3ª e 4ª marcia sincronizzate.
Nel 1953 viene introdotto il lunotto posteriore ovale e non più diviso in due parti. Questo modello, molto apprezzato soprattutto nella versione Export, è individuato oggi dagli appassionati col soprannome di Ovalino. In questo stesso anno, Volkswagen apre la propria filiale brasiliana nei pressi di Ipiranga, a San Paolo, facendo un passo decisivo per la conquista dei mercati esteri.
Nel 1955 viene realizzato il milionesimo Maggiolino, oggi conservato nel Museo Volkswagen di Wolfsburg. Ad agosto dello stesso anno fu introdotta una nuova modalità per la catalogazione dei modelli, il cosiddetto "model year" (MY): le modifiche e le migliorie vengono messe in produzione a partire dal 1º agosto dello stesso anno, ma fanno riferimento all'anno successivo. Quindi cambiamenti inerenti al MY 1956 sono già disponibili sulle vetture prodotte ad agosto 1955.
Nel 1956, viene adottata una marmitta con due tubi di scappamento: cromati per la versione Export, completamente neri per la versione Standard. Questa nuova marmitta diventerà uno dei segni contraddistintivi del maggiolino negli anni a seguire. Nel modello Export, vengono introdotti, come optional, nuovi paraurti contraddistinti da un segmento tubolare aggiuntivo, ancorato a rostri verticali più alti.
Nel 1957 avviene l'adozione degli pneumatici tubeless.
Nel 1958 per rinnovare il Maggiolino i tecnici della Volkswagen si rivolgono a Battista Farina, fondatore della Pininfarina che affida il compito di rivedere la vettura al figlio Sergio. L'ingegnere studia a fondo l'automobile per poi chiedere ai tecnici Volkswagen:«È perfetta così, perché volete cambiarla?». Sergio Farina consiglierà solo di ampliare il lunotto posteriore per migliorare la visibilità. Uno spot di quell'anno vede protagonista proprio Farina, intento a studiare l'auto.
Nella stessa occasione tutte le superfici vetrate furono leggermente ampliate.

### Dal 1960 al 1967
Nell'agosto 1961 (MY 1962) vengono introdotte nuove luci posteriori, caratterizzate da tre parti: in alto la freccia di direzione (gialla per il mercato europeo, rossa per il mercato americano), la luce di frenata ed infine il catarifrangente. Sul modello Export un indicatore del livello di benzina, posto sul cruscotto di fianco al tachimetro, sostituisce la levetta di commutazione posta poco sopra il pedale dell'acceleratore. Questa soluzione sarà ancora presente sul modello Standard fino al model year 1967.
Nel 1963 viene eliminato, dal cofano anteriore, il piccolo stemma della città di Wolfsburg (introdotto nel 1951 e leggermente modificato nel 1960), viene ridisegnata la luce targa posteriore e viene eliminato il tettuccio apribile in tela gommata, sostituito da un tettino in metallo apribile per mezzo di una manovella, simile a quello delle Porsche. Il tettuccio apribile in tela gommata continuerà ad essere disponibile sul modello [typ1/111] Standard fino al 1967.
Alla fine del 1963 le vetture per il mercato italiano montano i segnalatori direzionali sui montanti del parabrezza.
Nell'agosto del 1964 ci fu un nuovo aumento delle superfici vetrate ed una impercettibile bombatura del parabrezza che obbligò il produttore ad adottare le più moderne spazzole tergicristallo flessibili, in uso già da tempo su tutti gli altri veicoli.
Ad agosto 1965 la grande novità fu l'introduzione, come optional, del nuovo motore 1300cc 50 hp (37 kW; 51 PS). I modelli equipaggiati col nuovo motore avevano la targhetta "1300" sul cofano motore. I motori 1200 erano immatricolati col prefisso "D", mentre i motori 1300 avevano il prefisso "E" o "F". Inoltre da allora furono introdotti i cerchi ventilati, con 10 fori.
Ad agosto 1966 fu introdotto ancora un nuovo motore, il 1500cc, 53 hp (40 kW; 54 PS) a 4200 giri al minuto. I maggiolini 1500cc erano equipaggiati con freni a disco sull'asse anteriore e portavano sul cofano motore la targhetta "VW 1500". Questi motori erano immatricolati col prefisso "L" e "H".
Particolari, su tutte le versioni di questo model year, i cerchi, bicolori bianco e nero, e i coprimozzi cromati e piatti, ma con bombatura più pronunciata al centro, dove si trova il marchio "VW".

### Dal 1968 in poi

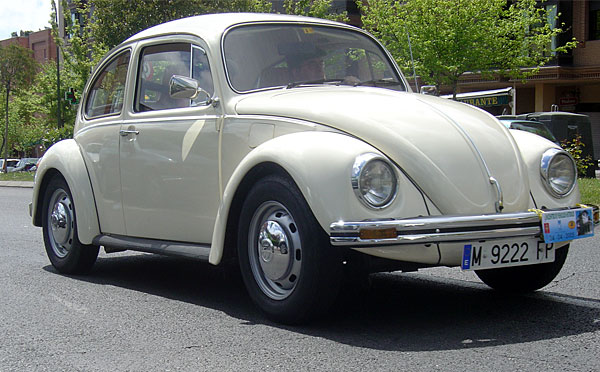
Volkswagen Maggiolino post 1968.

Ad agosto 1967, per il model year 1968, avvengono nuove ed importanti modifiche: vengono ridisegnati i fari anteriori, che diventano verticali (modifica già introdotta l'anno precedente negli Stati Uniti), segnalatori posteriori più grandi (a forma di "ferro da stiro"), paraurti più moderni e robusti; l'impianto elettrico è portato da 6 a 12 V. I motori invece rimangono invariati: 1200, 1300 e 1500 cm³.
Nell'agosto 1969 vengono eliminate le rifiniture cromate sul cruscotto. Per la versione cabriolet viene ridisegnato il cofano posteriore, con quattro griglie di raffreddamento al posto delle precedenti due.

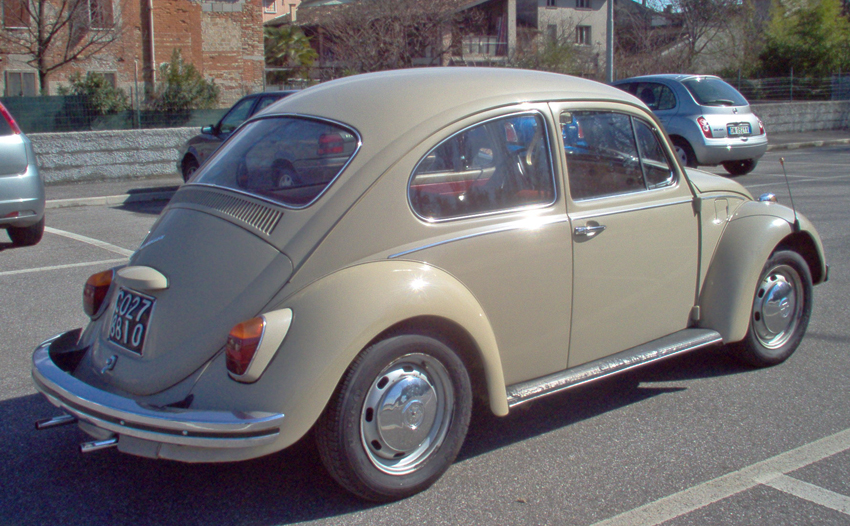
Maggiolino 1970, vetro piatto, cruscotto in ferro.

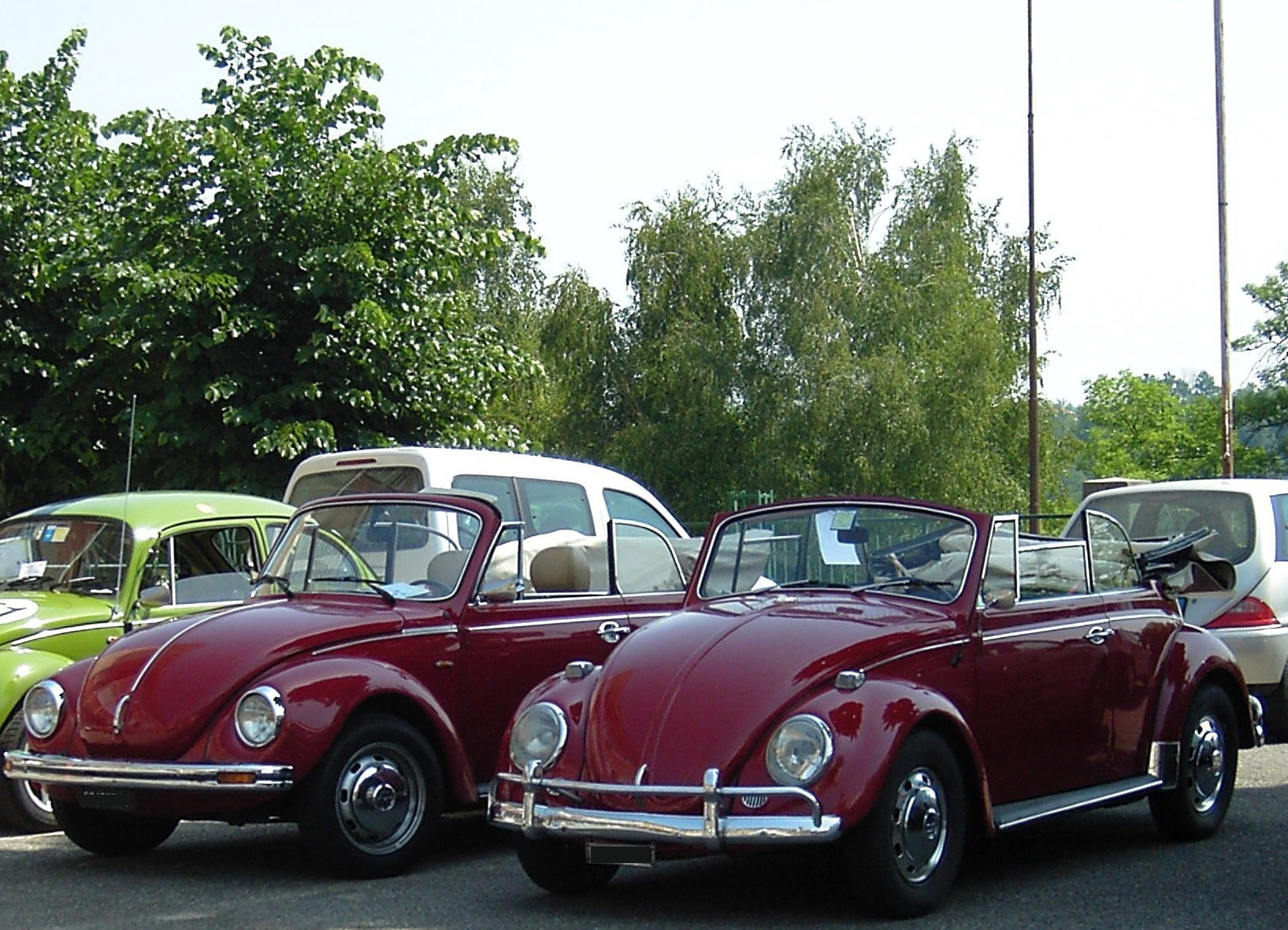
Confronto tra un Maggiolone (sinistra) e un Maggiolino (destra)

Nel 1970 cessa la produzione della versione cabriolet del Maggiolino e contemporaneamente esce di produzione il motore 1500 cm³. La versione berlina invece continuerà ad essere prodotta ancora per molti anni, sempre con motori 1200 cm³ e 1300 cm³. Nello stesso anno, il Maggiolino viene affiancato dal modello 1302, conosciuto anche come Maggiolone (agosto 1970–luglio 1972), che viene prodotto sia in versione berlina che cabriolet. I motori rimangono gli stessi: 1200 cm³, 1300 cm³, più il nuovo motore da 1600 cm³.
Il Maggiolino e il Maggiolone si differenziano nell'avantreno, a barre di torsione nel primo e con il moderno schema MacPherson con molle e ammortizzatori nel secondo. Per queste importanti differenze meccaniche viene ridisegnata tutta la parte anteriore del nuovo modello 1302 che conserva in ogni caso il vetro piatto e il semplice cruscotto del Maggiolino.
Nell'agosto 1971 (MY 72), per adeguare le auto alle norme di sicurezza, il cruscotto viene rifinito con un materiale antiurto e viene montato un nuovo volante a 4 razze su tutti i modelli. Per le berline 1600 cm³ è disponibile il cofano a quattro griglie di raffreddamento (lo stesso in dotazione al modello cabriolet).
Nel settembre 1972 il modello 1302 viene sostituito dal modello 1303, molto simile al precedente, ma caratterizzato da un nuovo parabrezza curvo, da un nuovo cruscotto in materiale antiurto e una nuova tappezzeria. Anche le luci posteriori vengono ridisegnate, più ampie, tonde e moderne. I nuovi indicatori vengono adottati anche sul Maggiolino.
Il maggiolone 1303 verrà prodotto ancora con il motore 1200 cm³ solo fino al dicembre 1972.
Dal gennaio del 1973 verrà installato il motore 1300 cm³
Nel 1975 le frecce direzionali anteriori vengono spostate sul paraurti e di fianco agli sportelli.
La produzione del modello 1303 berlina di lì a poco tempo cesserà, mentre il modello 1303 cabrio rimarrà sul mercato fino al 1980.

#### Il Maggiolino negli Stati Uniti d'America
Sul mercato nordamericano il Maggiolino riscosse grande successo. Arrivò nel 1949, grazie all'importatore Ben Pon (conosciuto anche come designer del Volkswagen Transporter), e nel primo anno di vendita furono esportati solo due esemplari a scopo espositivo.
La carriera statunitense del Maggiolino, divenuto anche un fenomeno di costume dell'allora nascente cultura hippie, durerà fino al 1977, arrivando al suo punto massimo nel 1968, quando ne furono immatricolati ben 423.008 esemplari, un record di vendite tuttora ineguagliato per la Volkswagen nel mercato nordamericano. Nello stesso anno, il Maggiolino fu protagonista del film Un Maggiolino tutto matto (The Love Bug), a riprova della fama della vettura tedesca.
Nel 2014 Volkswagen ha festeggiato il 65º anniversario del Maggiolino (giunto alla terza generazione) negli Stati Uniti.

### La crisi Volkswagen
La Volkswagen, fin dalla sua fondazione, vendeva quasi esclusivamente il Maggiolino. Sul finire degli anni '60 la flessione della domanda e la mancanza di nuovi modelli (e lo scarso successo di altri basati sempre sulla meccanica del Käfer) misero in crisi l'azienda. La fusione con l'Audi e la NSU consentì di sfruttare il progetto di una berlina a tre volumi iniziato dalla NSU fin dal 1967: nacque così il modello K70, prima autovettura a marchio VW con motore raffreddato ad acqua e trazione anteriore.

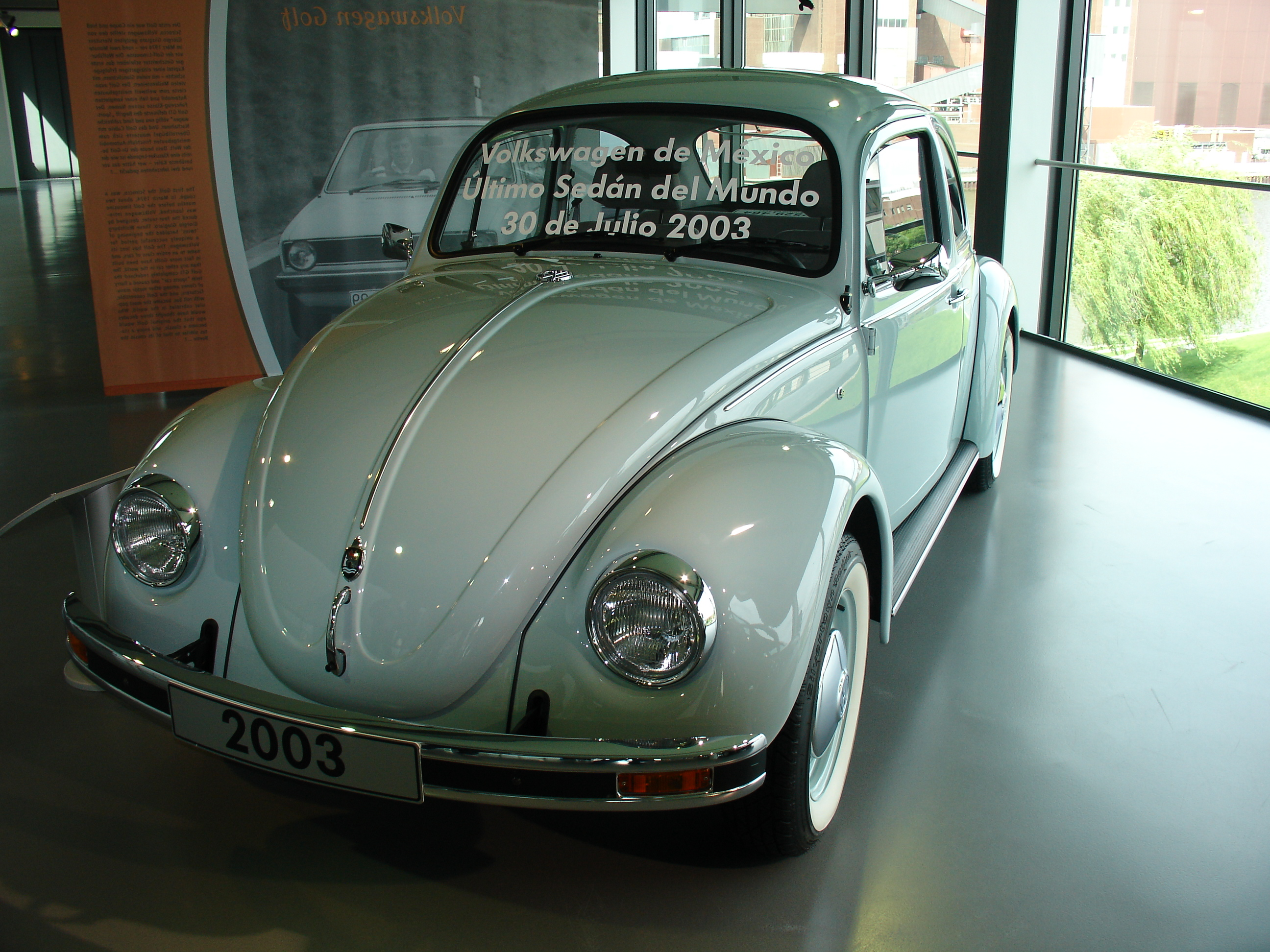
L'ultima "Sedan" prodotta, datata 30 luglio 2003.

Tuttavia questa autovettura non ebbe il successo sperato, e ne vennero prodotti soltanto 200.000 esemplari fino al 1975. La cattiva accoglienza della K70 sul mercato internazionale, insieme ai problemi finanziari ereditati dalla NSU, gettarono la casa di Wolfsburg in una situazione di grave crisi finanziaria.
Prima della K70 furono tentati due modelli berlina e station-wagon derivati dalla meccanica del Maggiolino: la Typ 3, prodotta dal 1961 al 1973, e la Typ 4, prodotta invece dal 1968 al 1974; entrambi i modelli hanno avuto scarso successo.
Per produrre un modello nuovo, un'auto che potesse proporsi come erede ideale del Maggiolino, fu incaricato il designer italiano Giorgetto Giugiaro il quale progettò, ispirandosi alla berlina media Fiat 128, l'auto che avrebbe reso nuovamente celebre e fruttifera l'azienda tedesca: la Golf, entrata in produzione nel 1974 e mostratasi all'altezza di poter raggiungere, e infine superare, il successo commerciale del Maggiolino.
Nello stesso periodo Giorgetto Giugiaro realizza altri due modelli arrivati, come la Golf, sino ai nostri giorni: la berlina Volkswagen Passat nel 1973, erede della sfortunata K70, e la sportiva Volkswagen Scirocco nel 1974; l'anno successivo entra in produzione l'utilitaria Volkswagen Polo, disegnata stavolta da Marcello Gandini, rebadging Volkswagen dell'Audi 50, modello che, sotto il marchio dei quattro anelli, raccolse scarso successo.
Questa rinnovata gamma è basata su una nuova piattaforma a motore e trazione anteriore, e segna l'abbandono dei motori boxer ad aria in favore dei motori a cilindri in linea raffreddati a liquido.

### La seconda vita in America del Sud
Per far spazio alla nuova arrivata, nel 1974 la produzione del Maggiolino si spostò a Emden. Due anni dopo la versione berlina uscirà dal mercato europeo (la cabrio continuerà fino al 1980, affiancata e poi sostituita dalla Golf cabriolet), e nel 1978 tutta la produzione viene affidata alle catene di montaggio presenti a Guadalajara, in Messico, ed a São Bernardo do Campo, in Brasile. Tuttavia il Maggiolino era ancora acquistabile importandolo dall'America Latina. È quello che facevano alcuni appassionati, soprattutto in occasione delle serie speciali limitate: per citare solo le più note, il Silver Bug del 1981, realizzato in occasione dei 20 milioni di esemplari prodotti, e il Maggiolino cosiddetto del Giubileo, realizzato nel 1986 in occasione del cinquantesimo anniversario dalla nascita della vettura.
Sempre nel 1986, la produzione brasiliana ebbe termine, salvo ricominciare, per un breve periodo, nel 1993.
In America Latina il Maggiolino visse una seconda giovinezza, assumendo il ruolo di auto di famiglia che aveva occupato in Europa per decenni e diventando, ad esempio, l'auto adottata come taxi tipo a Città del Messico.

### Fine della produzione ed eredi
Nel 2003, il 30 luglio, esce dal montaggio messicano anche l'ultimo Maggiolino, terminando la carriera con oltre 21 milioni di esemplari prodotti e 65 anni di produzione. Un esemplare della speciale Ultima Edicion (serie speciale celebrativa, dotata di cromature ed altri particolari accessori) viene donato anche a papa Giovanni Paolo II ed è attualmente esposto presso il Padiglione delle Carrozze, all'interno dei Musei Vaticani. L'ultimo Maggiolino uscito dalla catena di montaggio è invece conservato al Museo Volkswagen di Wolfsburg.

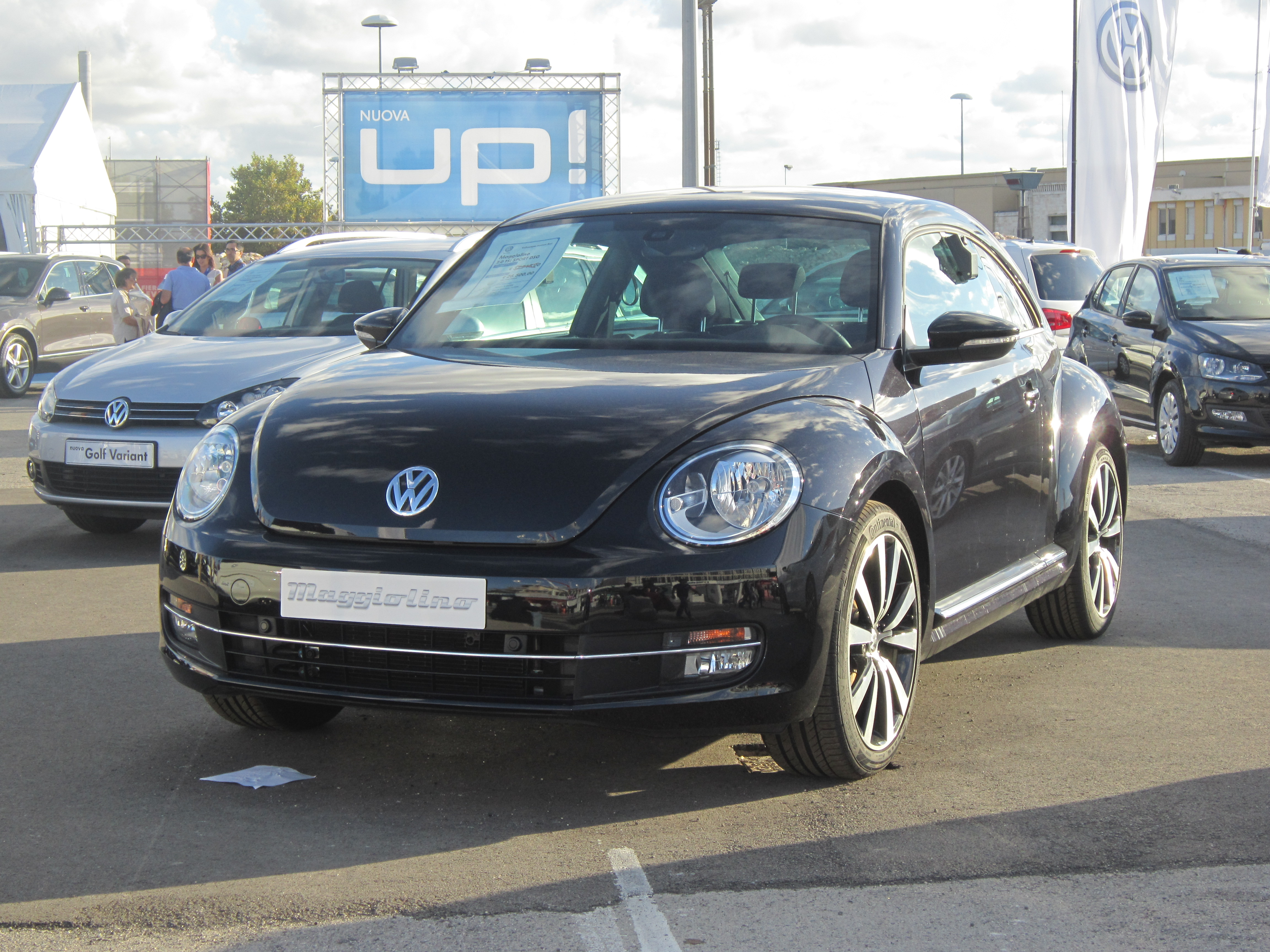
Il nuovo Maggiolino.

Suo erede fu la Volkswagen New Beetle, costruita dal 1997 al 2012 sulla base della Golf IV serie. Rispetto all'antenata, la New Beetle non nasce con fini di "motorizzazione di massa", ma come modello in chiave rétro, così come il successivo nuovo Maggiolino, prodotto fino al 2019.

### Dati di produzione e vendita
| Anno | Produzione Maggiolino in Germania | Produzione Maggiolino cabriolet in Germania | Produzione Maggiolino in Brasile |
| ---- | --------------------------------- | ------------------------------------------- | -------------------------------- |
| 1945 | 1785                              | -                                           | -                                |
| 1946 | 10020                             | -                                           | -                                |
| 1947 | 8987                              | -                                           | -                                |
| 1948 | 19244                             | 3                                           | -                                |
| 1949 | 46146                             | 364                                         | -                                |
| 1950 | 81979                             | 2695                                        | -                                |
| 1951 | 93709                             | 3938                                        | -                                |
| 1952 | 114338                            | 4763                                        | -                                |
| 1953 | 151323                            | 4256                                        | -                                |
| 1954 | 202174                            | 4740                                        | -                                |
| 1955 | 278705                            | 6361                                        | -                                |
| 1956 | 321635                            | 6868                                        | -                                |
| 1957 | 365087                            | 8196                                        | -                                |
| 1958 | 432619                            | 9624                                        | -                                |
| 1959 | 553625                            | 10995                                       | 8455                             |
| 1960 | 700276                            | 11921                                       | 17059                            |
| 1961 | 776142                            | 12005                                       | 31025                            |
| 1962 | 795944                            | 10129                                       | 38430                            |
| 1963 | 747143                            | 10599                                       | 42362                            |
| 1964 | 836799                            | 10355                                       | 51755                            |
| 1965 | 976635                            | 10754                                       | 59966                            |
| 1966 | 954080                            | 9712                                        | 77624                            |
| 1967 | 794818                            | 7583                                        | 91821                            |
| 1968 | 1024375                           | 13368                                       | 123089                           |
| 1969 | 1041848                           | 15802                                       | 126319                           |
| 1970 | 982629                            | 18008                                       | 134594                           |

## Tecnica e design
Il Maggiolino si è dimostrato un'auto tecnologicamente avanzata per i suoi tempi, vantando una meccanica semplice e robusta. Nella sua lunga carriera, nonostante non abbia mai subito modifiche radicali, con l'eccezione dell'adozione delle sospensioni anteriori MacPherson nel 1970, il Maggiolino è stato oggetto di oltre 78.000 migliorie.

Illustrazione del sistema di convogliamento dell'aria del Maggiolino.

Il Maggiolino ha una disposizione con motore posteriore longitudinale a sbalzo e trazione posteriore; è dotato di un motore boxer a quattro cilindri, con albero a camme centrale e distribuzione ad aste e bilancieri, due valvole per cilindro. Rivoluzionaria la distribuzione a valvole in testa, in un periodo in cui i motori utilizzavano solitamente uno schema a valvole laterali o una soluzione mista testa-laterale.
Il motore è raffreddato ad aria, con un piccolo radiatore per l'olio direttamente esposto alla ventola di raffreddamento. Il lubrificante contribuisce a mantenere stabile la temperatura del motore e, grazie al rapido raffreddamento garantito dal radiatore, la coppa dell'olio può avere una capienza di soli 2,5 litri. Grazie a un termostato, l'olio viene bypassato dal radiatore quando il motore è freddo. La lubrificazione è a carter umido. L'alimentazione è a carburatore singolo Solex, da 28 mm sui 1200, da 31 mm sui 1300, da 34 mm sui 1600, sostituito poi da un sistema ad iniezione elettronica singlepoint nei modelli sudamericani.
La ventola di raffreddamento, posta sopra il motore e dotata di carter di convoglio, ha una capacità di 0.53 m³/s, e aspira l'aria dalle griglie poste sotto il lunotto.
Il cambio è manuale a quattro marce più retromarcia; inizialmente con la I non sincronizzata, nell'agosto 1960 il cambio è sincronizzato su tutti i rapporti; in alternativa furono presentati due cambi semi-automatici, a quattro marce con frizione centrifuga Saxomat (dal 1961) e a tre marce con convertitore di coppia AutoStick (dal 1967), quest'ultimo molto diffuso negli Stati Uniti.
Cambio e motore sono costruiti in lega leggera, dapprima con basamento in magnesio, in seguito in alluminio.
I freni anteriori e posteriori sono a tamburo a comando meccanico, poi sostituito dal comando idraulico. Dal modello del 1967 i freni anteriori a disco sono di serie sul modello 1500 e optional sul modello 1300.
L'impianto elettrico è a 6 Volt, poi aumentato a 12 Volt dopo il 1967. La corrente è prodotta dalla dinamo mossa dall'albero motore, poi sostituita da un alternatore negli esemplari più recenti.
Il design di Ferdinand Porsche era tondeggiante e aerodinamico, con un Cx di 0,41: valore, all'epoca, molto basso (la coeva Lancia Aprilia aveva un Cx di 0,47), poi aumentato a 0,48 dopo le modifiche estetiche del 1967. Durante i test la forma tondeggiante del tetto dimostrava di proteggere bene i passeggeri in caso di ribaltamento. 
La carrozzeria a due volumi, due porte e cinque posti, è ancorata in diciotto punti a un pianale quasi piatto con tunnel centrale strutturale. 
Le sospensioni anteriori e posteriori sono a ruote indipendenti, a barra di torsione, su brevetto di Ferdinand Porsche; nel 1970 le sospensioni anteriori vengono sostituite, sul modello 1302, da uno schema MacPherson.
Il peso del Maggiolino è di soli 780 kg.
Il Maggiolino è l'unica auto costruita in serie in grado di mantenersi a galla in acqua, seppur per breve tempo, grazie al suo pianale piatto e al peso contenuto. Questa particolarità viene esaltata anche da uno spot pubblicitario, assieme alla robustezza delle sospensioni e all'alta qualità della verniciatura. Nel 1964, un meccanico bolognese, Alfonso Turtura, capofficina di Autogerma (oggi a Verona, all'epoca a Bologna) e il tedesco Bent Axel Schlesinger, responsabile dell'assistenza Volkswagen in Italia, attraversarono (di nascosto dalle autorità militari) lo Stretto di Messina a bordo di un Maggiolino con pochissime modifiche rispetto all'originale. L'impresa fu compiuta in trentotto minuti, e ripetuta altre due volte, a decenni di distanza, con gli stessi protagonisti e la stessa automobile; il Maggiolino "nautico" attualmente è custodito dal distributore italiano Autogerma a Verona.

### L'affidabilità
Nel 1959, Gianni Mazzocchi, editore e direttore della rivista Quattroruote, mise alla prova l'affidabilità del Maggiolino, facendo percorrere 100 volte a due Maggiolini strettamente di serie la neonata autostrada del Sole, da Milano a Bologna per sedici giorni consecutivi senza interruzione. Solo un guasto ad una delle due vetture al 74º giro, la puleggia della dinamo. Riparata, il centesimo giro si conclude per entrambe: 18.664 km ad una media di 110 km/h. I tecnici Volkswagen, non pienamente soddisfatti, invitano a proseguire il test. I successivi cento giri vengono percorsi ad una media di 130 km/h con un regime di 3800 giri, cioè 500 giri in più di quanto il motore può normalmente compiere. Il secondo Maggiolino si ferma al 118º giro, il primo procede e termina i 200 giri, percorrendo quasi 40.000 km senza sosta.
Il californiano Albert Klein ha donato al Museo Volkswagen di Wolfsburg il suo Maggiolino del 1963 con 2.562.885 km percorsi. È il Maggiolino con la maggiore distanza percorsa di cui si abbia notizia.

### Dati tecnici
| Caratteristiche tecniche - Volkswagen Maggiolino 1200 (modello Export)                                               | Caratteristiche tecniche - Volkswagen Maggiolino 1200 (modello Export)                                               | Caratteristiche tecniche - Volkswagen Maggiolino 1200 (modello Export)                                               | Caratteristiche tecniche - Volkswagen Maggiolino 1200 (modello Export)                                   | Caratteristiche tecniche - Volkswagen Maggiolino 1200 (modello Export)                                   | Caratteristiche tecniche - Volkswagen Maggiolino 1200 (modello Export)                                   |
| Configurazione | Configurazione | Configurazione | Configurazione                                                                                           | Configurazione                                                                                           | Configurazione                                                                                           |
| --- | --- | --- | --- | --- | --- |
| Carrozzeria: Berlina                                                                                                 | Carrozzeria: Berlina                                                                                                 | Posizione motore: posteriore a sbalzo                                                                                | Posizione motore: posteriore a sbalzo                                                                    | Trazione: posteriore                                                                                     | Trazione: posteriore                                                                                     |
| Dimensioni e pesi | | | | | |
| Ingombri (lungh.×largh.×alt. in mm): 4080 × 1550 × 1500                                                              | Ingombri (lungh.×largh.×alt. in mm): 4080 × 1550 × 1500                                                              | Ingombri (lungh.×largh.×alt. in mm): 4080 × 1550 × 1500                                                              | Ingombri (lungh.×largh.×alt. in mm): 4080 × 1550 × 1500                                                  | Diametro minimo sterzata:                                                                                | Diametro minimo sterzata:                                                                                |
| Interasse: 2400 mm                                                                                                   | Interasse: 2400 mm                                                                                                   | Carreggiate: anteriore 1370 - posteriore 1350 mm                                                                     | Carreggiate: anteriore 1370 - posteriore 1350 mm                                                         | Altezza minima da terra:                                                                                 | Altezza minima da terra:                                                                                 |
| Posti totali: | Posti totali: | Bagagliaio: | Bagagliaio:                                                                                              | Serbatoio: 30 l                                                                                          | Serbatoio: 30 l                                                                                          |
| Masse | a vuoto: 845 kg | a vuoto: 845 kg | a vuoto: 845 kg                                                                                          | a vuoto: 845 kg                                                                                          | a vuoto: 845 kg                                                                                          |
| Meccanica | | | | | |
| Tipo motore: Boxer 4 cilindri, 2 valvole per cilindro, raffreddamento ad aria forzata. Rapporto di compressione: 7:1 | Tipo motore: Boxer 4 cilindri, 2 valvole per cilindro, raffreddamento ad aria forzata. Rapporto di compressione: 7:1 | Tipo motore: Boxer 4 cilindri, 2 valvole per cilindro, raffreddamento ad aria forzata. Rapporto di compressione: 7:1 | Cilindrata: (alesaggio × corsa 77,0 × 64,0 mm) 1.192 cm³                                                 | Cilindrata: (alesaggio × corsa 77,0 × 64,0 mm) 1.192 cm³                                                 | Cilindrata: (alesaggio × corsa 77,0 × 64,0 mm) 1.192 cm³                                                 |
| Distribuzione: Albero a camme centrale, aste e bilancieri, valvole in testa                                          | Distribuzione: Albero a camme centrale, aste e bilancieri, valvole in testa                                          | Distribuzione: Albero a camme centrale, aste e bilancieri, valvole in testa                                          | Alimentazione: a carburatore invertito Solex 28                                                          | Alimentazione: a carburatore invertito Solex 28                                                          | Alimentazione: a carburatore invertito Solex 28                                                          |
| Prestazioni motore                                                                                                   | Potenza: 34 CV DIN a 3600 giri/min                                                                                   | Potenza: 34 CV DIN a 3600 giri/min                                                                                   | Potenza: 34 CV DIN a 3600 giri/min                                                                       | Potenza: 34 CV DIN a 3600 giri/min                                                                       | Potenza: 34 CV DIN a 3600 giri/min                                                                       |
| Frizione: | Frizione: | Frizione: | Cambio: Manuale, 4 rapporti + RM, 1ª non sincronizzata                                                   | Cambio: Manuale, 4 rapporti + RM, 1ª non sincronizzata                                                   | Cambio: Manuale, 4 rapporti + RM, 1ª non sincronizzata                                                   |
| Telaio | | | | | |
| Corpo vettura | Scocca semiportante con pianale a trave centrale                                                                     | Scocca semiportante con pianale a trave centrale                                                                     | Scocca semiportante con pianale a trave centrale                                                         | Scocca semiportante con pianale a trave centrale                                                         | Scocca semiportante con pianale a trave centrale                                                         |
| Sospensioni | anteriori: A ruote indipendenti, barra di torsione / posteriori: A ruote indipendenti, barra di torsione             | anteriori: A ruote indipendenti, barra di torsione / posteriori: A ruote indipendenti, barra di torsione             | anteriori: A ruote indipendenti, barra di torsione / posteriori: A ruote indipendenti, barra di torsione | anteriori: A ruote indipendenti, barra di torsione / posteriori: A ruote indipendenti, barra di torsione | anteriori: A ruote indipendenti, barra di torsione / posteriori: A ruote indipendenti, barra di torsione |
| Freni | anteriori: a tamburo / posteriori: a tamburo                                                                         | anteriori: a tamburo / posteriori: a tamburo                                                                         | anteriori: a tamburo / posteriori: a tamburo                                                             | anteriori: a tamburo / posteriori: a tamburo                                                             | anteriori: a tamburo / posteriori: a tamburo                                                             |
| Pneumatici | 5.60-15 o 155 SR 15                                                                                                  | 5.60-15 o 155 SR 15                                                                                                  | 5.60-15 o 155 SR 15                                                                                      | 5.60-15 o 155 SR 15                                                                                      | 5.60-15 o 155 SR 15                                                                                      |
| Prestazioni dichiarate                                                                                               | | | | | |
| Velocità: 115 km/h                                                                                                   | Velocità: 115 km/h                                                                                                   | Velocità: 115 km/h                                                                                                   | Accelerazione:                                                                                           | Accelerazione:                                                                                           | Accelerazione:                                                                                           |
| Consumi | 7,5 l/100 km | 7,5 l/100 km | 7,5 l/100 km                                                                                             | 7,5 l/100 km                                                                                             | 7,5 l/100 km                                                                                             |

## Modelli derivati e fuoriserie
Dalla solida, economica e facilmente reperibile meccanica del Käfer nacquero molti altri modelli, non solo marchiati Volkswagen, ma anche Karmann-Ghia e Porsche. A queste, bisogna aggiungere varie fuoriserie messe in vendita da costruttori esterni o dalla Volkswagen stessa.
Il propulsore a benzina viene anche adottato su alcune mietitrebbiatrici Claas, risalenti ai primi anni '60.

### Volkswagen

#### Volkswagen Typ 2 (1950)
Uno dei furgoni più celebri del mondo, chiamato "Bulli" in Germania e "Bus" (pronuncia [ˈbʌs]) in America, è anche il maggiore esempio delle tante funzionalità del pianale del Maggiolino. Dalle versioni "Transporter", derivò il "Bus" (8 posti) in due allestimenti: Standard Typ 22 o Sonderausfürung Typ 24, dotato di ben 23 finestrini e di tetto apribile in tela, colorazione bicolore e molti particolari cromati. Il motore era lo stesso 1131 cm³ del Maggiolino; nel 1954 adottò il 1192 cm³ e nel 1963 il 1493 cm³. Il modello, entrato in produzione nel 1950, è stato prodotto in Brasile fino al 2013.

#### Volkswagen Typ 3 (1961) e Typ 4 (1968)
Per diversificare la sua offerta, Volkswagen introdusse questi due modelli nei primi anni Sessanta, in versione berlina, fastback e station-wagon, caratterizzati dalla presenza di due portabagagli, uno all'anteriore e uno ricavato sopra il motore. Le Typ 3 e Typ 4 non raccolsero il successo del Maggiolino, uscendo di produzione nei primi anni '70 contemporaneamente all'introduzione della più moderna Passat.

#### Volkswagen Typ 181 Pescaccia (1969)
Molto simile al mezzo bellico Kübelwagen, Volkswagen produsse in piccola serie, tra il 1969 e il 1979, un mezzo per il fuoristrada leggero: la "Pescaccia", apparsa anche in alcuni film di guerra come "controfigura" delle ormai introvabili Kübelwagen. Nel suo breve periodo di vendita, metà della sua produzione fu acquistata dall'esercito tedesco.
Dotata del motore da 1493 cm³, aveva una carrozzeria in lamierati stampati e un tetto in tela come l'illustre progenitrice.

#### Volkswagen Typ 15.1 1200 Cabriolet Karmann (1954)
Sulla base del Maggiolino Due Vetrini, Karmann propose nel 1949 una variante cabriolet con tetto in tela, prodotta fino al 1980 nelle successive versioni del Käfer. Nettamente rara la prima serie, la seconda serie ("vetro ovale") è più reperibile sul mercato delle auto antiche, mentre la terza serie (dal 1967 in avanti) è la più diffusa. Particolare, rispetto al Maggiolino in versione berlina, la verniciatura sintetica.

#### Volkswagen Typ 31 (1961)
Tentando di creare un'alternativa all'inossidabile Maggiolino, Volkswagen progettò una berlina tre volumi e due porte, dotata di ben due bagagliai, uno davanti ed uno sopra al motore (sempre posteriore). Riscosse un discreto successo, seppur non paragonabile a quello del Maggiolino. La prima serie, prodotta dal 1961 al 1963, è piuttosto rara.

#### Volkswagen Hobbycar (1970)
Per insediarsi nell'allora nascente moda dei "dune buggy", la casa tedesca presentò la Hobbycar, esclusivamente per il mercato italiano. Considerata meno spartana, meno aggressiva e più stradale delle Dune Buggy artigianali, fu costruita in pochissimi esemplari ed è attualmente introvabile e ricercata in ambito collezionistico.

### Karmann-Ghia

#### Typ 143 Coupé & Typ 141 Cabriolet
Il designer italiano Ghia e la carrozzeria Karmann usarono le sinergie Volkswagen per la produzione di una piccola coupé, la Typ 143, su base Export 1200. Nacque col marchio Volkswagen nel 1955, e due anni dopo venne affiancata dalla versione scoperta. Seguì l'evoluzione meccanica del modello d'origine, adottando dapprima il 1300 cm³ da 40 cavalli, in seguito il 1500,poi 1600 cm³.

#### Typ 34 1500
È l'ultima piccola sportiva marchiata Karmann-Ghia. Fu prodotta dal 1963 al 1965, disegnata dall'ingegner Sergio Sartorelli della Carrozzeria Ghia. Non essendo mai stata esportata in USA, uno dei principali mercati delle piccole sportive tedesche, fu prodotta in meno di 45.000 esemplari, con motore 1500, 1500 con due carburatori e 1600 cm³. Oggi ne sopravvivono circa duemila.

### Porsche

#### Porsche 356
La meccanica del Käfer fu la base di partenza per la prima sportiva di casa Porsche, la 356. Invariato lo schema motore-trazione posteriore, la 356 adottava il motore 1100, modificato con doppio albero a camme per bancata e doppio carburatore. La potenza della prima serie, sia berlina ("Ferdinand") che cabrio, era di circa 40 cavalli. In seguito, fino all'avvento della sua sostituta, la 911, adotterà motori 1300, 1500 e 2000 (l'ultima versione, con quasi 130 cavalli).
I motori 1500 e 2000, a quattro cilindri, furono utilizzati poi sulla Porsche 912, versione economica e spartana della Porsche 911, che utilizzava invece motori a sei cilindri.

#### Volkswagen-Porsche 914
Autovettura modello Targa a due posti, non deriva direttamente dal Maggiolino (aveva, infatti, disposizione a motore centrale-posteriore), ma ereditava il motore 4 cilindri boxer da 1679cc della Typ 4.

### Fuoriserie

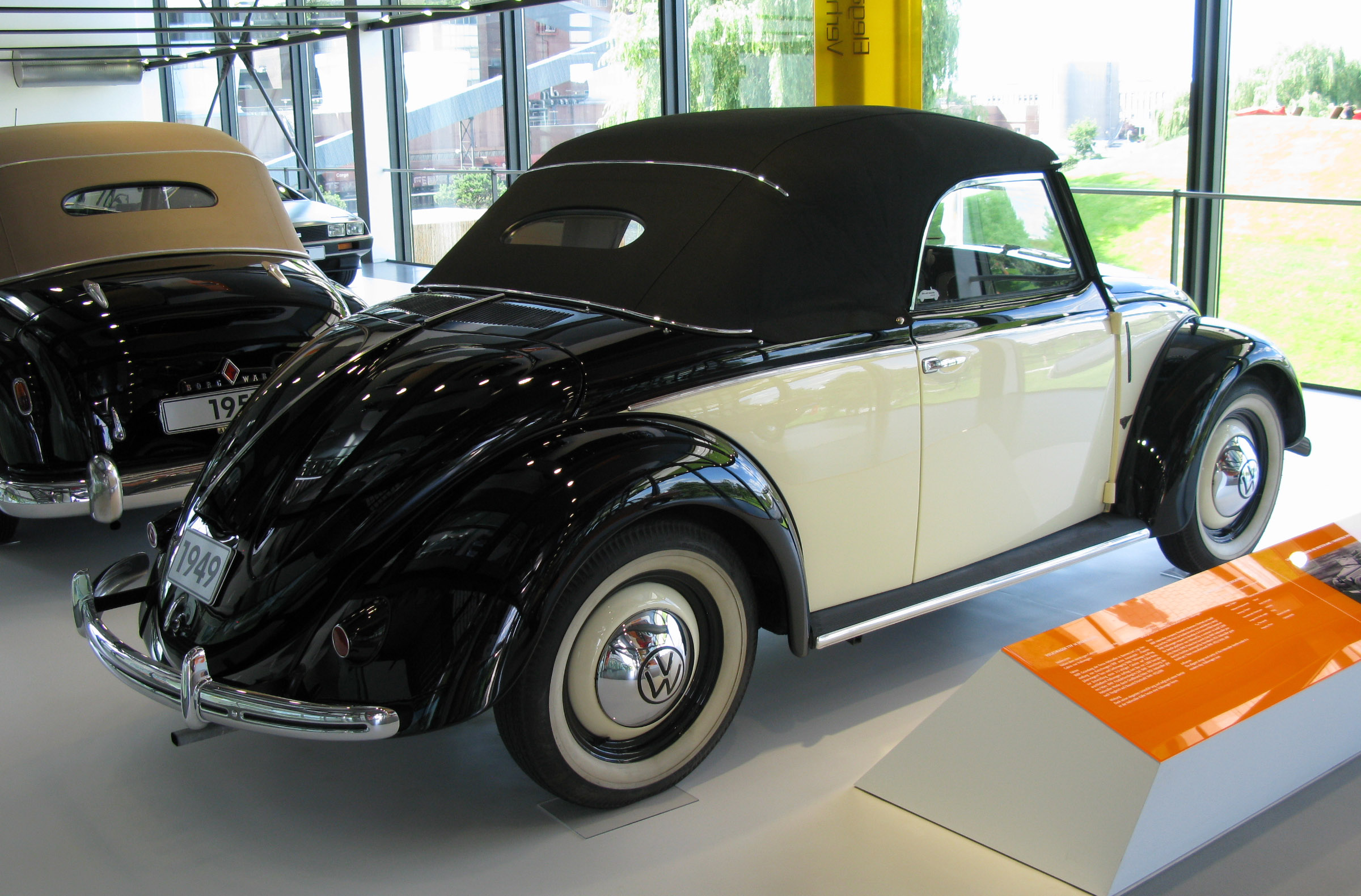
Hebmüller Typ 14 del 1949

#### Hebmüller Typ 14 e Typ 18A (1949)
Costruita dalla Hebmüller in meno di 700 esemplari sulla base del Due Vetrini, la Typ 14 è una lussuosa cabriolet prodotta in piccolissima serie. Al contrario della cabriolet Karmann, aveva solo due posti, capote in tela, cromature eleganti ed un prezzo superiore di oltre duemila marchi rispetto alla classica berlina. Ne vennero prodotte 696, contro le 2000 previste, quasi tutte con livrea bicolore rosso-nero, blu-nero o avorio-nero. È la Volkswagen più rara nel mercato delle auto d'epoca. La Hebmüller costruì inoltre i primi esemplari della Typ 18A, versione cabriolet con portiere in tela destinata alla polizia, la cui produzione passò poi alla Karmann.

#### Rometsch Spezial Sport Cabriolet (1952)
La moda delle sportive negli anni 50 convinse la carrozzeria Rometsch di Berlino a realizzare sulla base del Due Vetrini una piccola cabriolet a due posti con carrozzeria in alluminio. Venne realizzata in circa 300 esemplari dal 1952 al 1954. Nonostante tutto, le prestazioni erano modeste, penalizzate da un peso superiore a quello della berlina e dal motore non certo sportivo. Venne molto apprezzata, ed oggi è un pezzo da collezione.

#### Rometsch Taxi (1952)

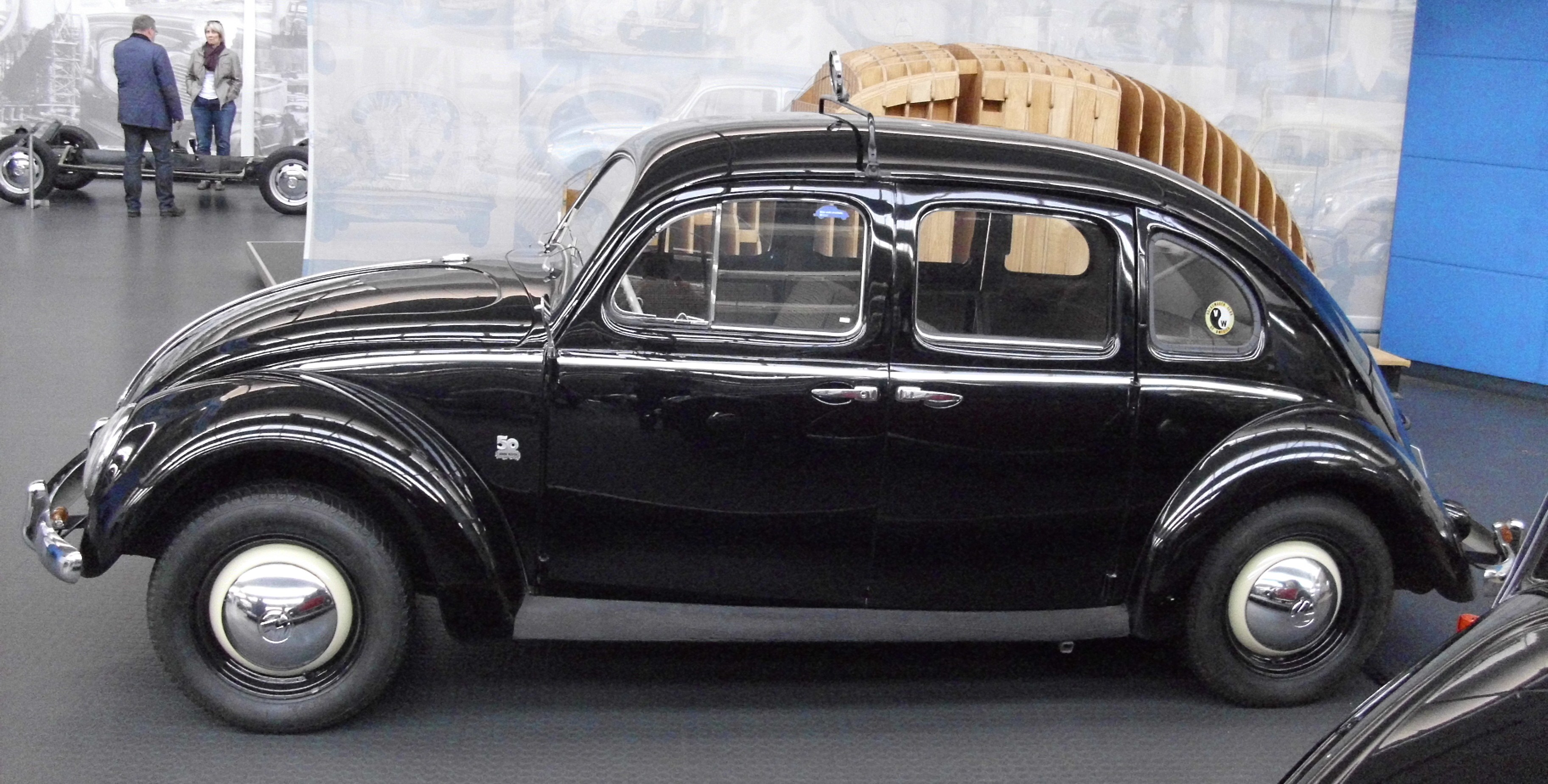
Il Maggiolino a 4 porte della Rometsch

Progettata dalla Rometsch, e assemblata dalla Messerschmitt, è un Maggiolino Due Vetrini a quattro porte sviluppato, come dice il nome stesso, in funzione di taxi. Il passo dell'automobile è venticinque centimetri più lungo della comune berlina.

#### Autozodiaco Dune Buggy (1971)
Sviluppato sul pianale del Maggiolino, a passo accorciato, con carrozzeria in vetroresina, telaio tubolare, motore a vista e adattamenti per un fuoristrada estremo, Autozodiaco produsse in Italia una breve serie di Dune Buggy. Divenne famoso in alcuni film italiani.

## Il Maggiolino nella cultura di massa
Il Maggiolino compare in svariate apparizioni cinematografiche. La più famosa è l'auto Herbie apparsa nella saga Disney iniziata con Un Maggiolino tutto matto («The Love Bug») e proseguita con altri cinque film e una serie TV. È protagonista anche nei cinque film della serie di Dudù il maggiolino a tutto gas e del film Bumblebee, parte del franchise Transformers. Inoltre fa la sua comparsa anche in varie altre pellicole.
Dylan Dog, il noto personaggio dei fumetti, guida un Maggiolino cabriolet bianco targato DYD666 ricevuto come pagamento del suo primo caso, come si legge nel numero 200 della serie. 
Nel Dylan Dog Gigante 22, nella storia ll tramonto dei vivi morenti (che apre un universo alternativo alle storie mensili), Dylan guida un Maggiolino terza serie berlina. Il Maggiolino, in versione berlina, fu la prima automobile del creatore del personaggio, Tiziano Sclavi.
Oltre che in ambito cinematografico, televisivo e fumettistico, il Maggiolino compare in numerosi videogame.
Il Maggiolino è inoltre appartenuto a personaggi famosi di vario genere, tra cui:
- Ted Bundy, noto serial killer statunitense attivo negli anni '70, aveva un Maggiolino bianco sul quale caricava le sue giovani vittime incoscienti, che venivano poi orribilmente uccise.
- Paul Newman possedeva un Maggiolino cabriolet elaborato, con motore V8 disposto in posizione posteriore-centrale.[44]
- Muhammar Gheddafi possedeva un Maggiolino azzurro, a lungo esposto in un museo di Tripoli[45].

## Il Maggiolino nell'arte
Il Maggiolino Volkswagen è stato utilizzato dall'artista contemporaneo messicano Damiàn Ortega (1967) per la realizzazione del progetto The Beetle Trilogy (La trilogia del Maggiolino): un racconto "epico" sulla storia del Maggiolino, tra le automobili più iconiche dell'epoca contemporanea. Questo progetto comprende un'installazione (Cosmic Thing, 2002), una performance (Moby Dick, 2004) e un film (Escarabajo, 2005). La scelta dell'automobile è significativa perché legata strettamente sia alla biografia dell'artista, che per anni ne ha posseduta una, sia alla storia del Messico. The Beetle trilogy si sviluppa come un'indagine sulle icone della società moderna e coniuga racconti mitologici a esperimenti sulle disfunzioni dei sistemi meccanici in modo ironico e del tutto imprevedibile.

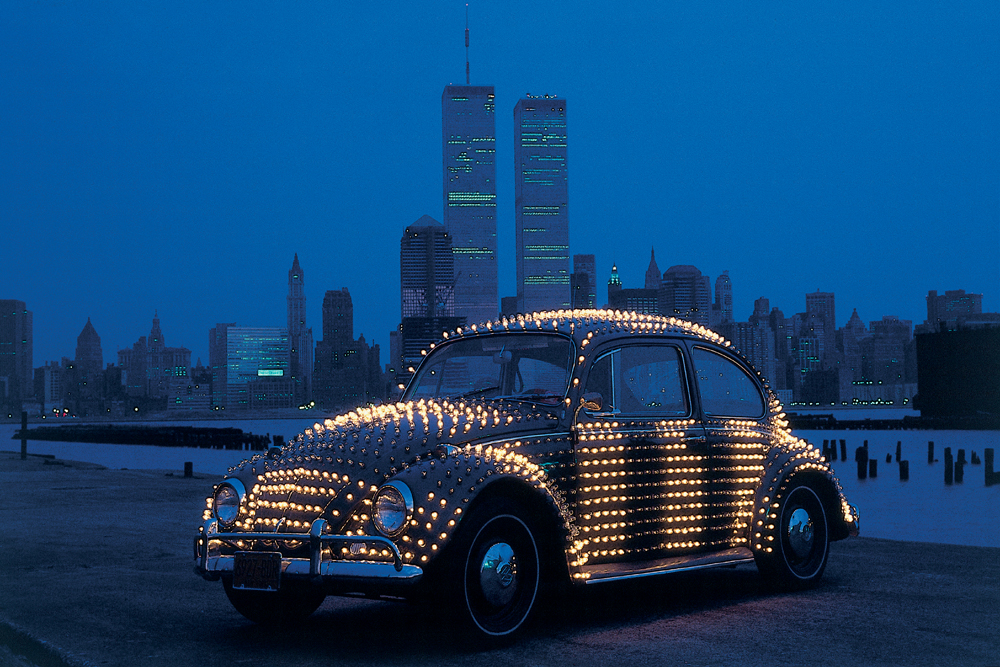
Maggiolino Milleluci (Volkswagen Lightmobile), Eric Staller, 1985

Il Maggiolino fu inoltre soggetto di molte opere e installazioni di Andy Warhol, Don Eddy, Tom Wesselmann, Eric Staller, Damián Ortega ed altri artisti.

## Il Maggiolino nelle competizioni
Il Maggiolino prese parte a diverse competizioni sportive, ottenendo i seguenti risultati:
- 1º al East African Safari, 1953, 1954, 1957, 1962
- 1º al Rally di Svezia, 1956
- 1º al Mobilgas Trial (14.000 km), 1956, 1958
- 1º al Giro di Australia, 1958 (ben 8 maggiolini nei primi 8 posti)
- 1º al Rally dei 1000 Minuti, 1967, 1968, 1969
- 43º alla Mille Miglia del 1954
- 1° della classe 1300 GTS Periodo F - Campionato Italiano Auto storiche velocità in pista, edizioni 2013-2014-2015-2016 (pilota: Antonio "Fireball" Lucente)

## Galleria d'immagini

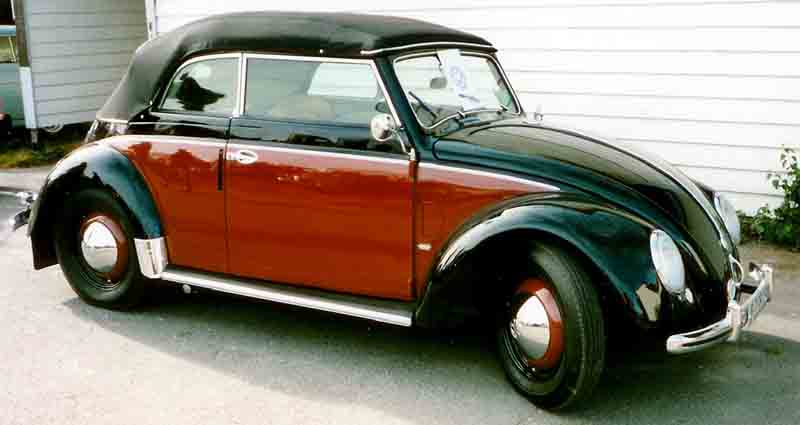
Un Typ 1 Cabriolet
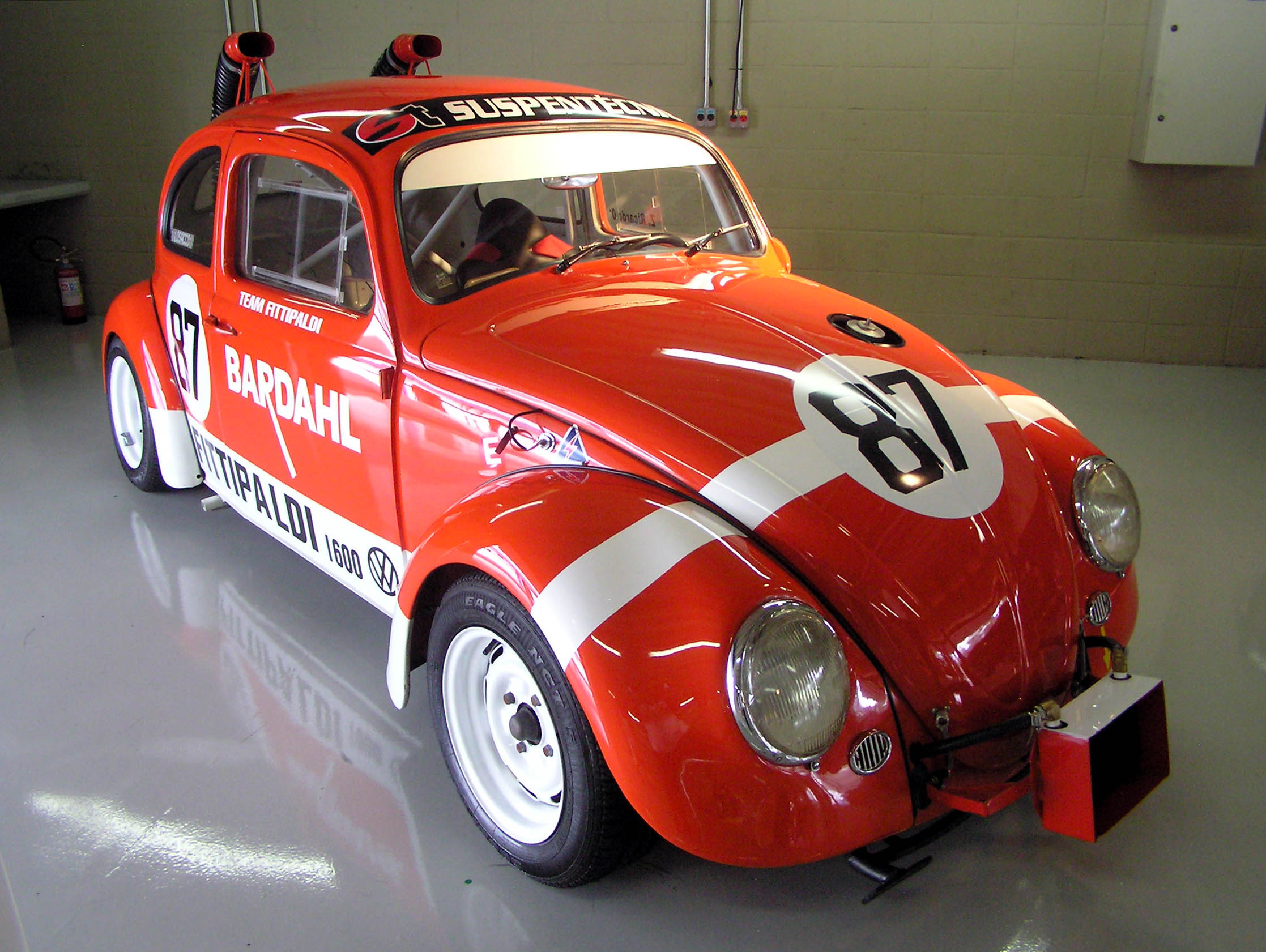
Un Maggiolino 1600 del team Fittipaldi-Bardahl
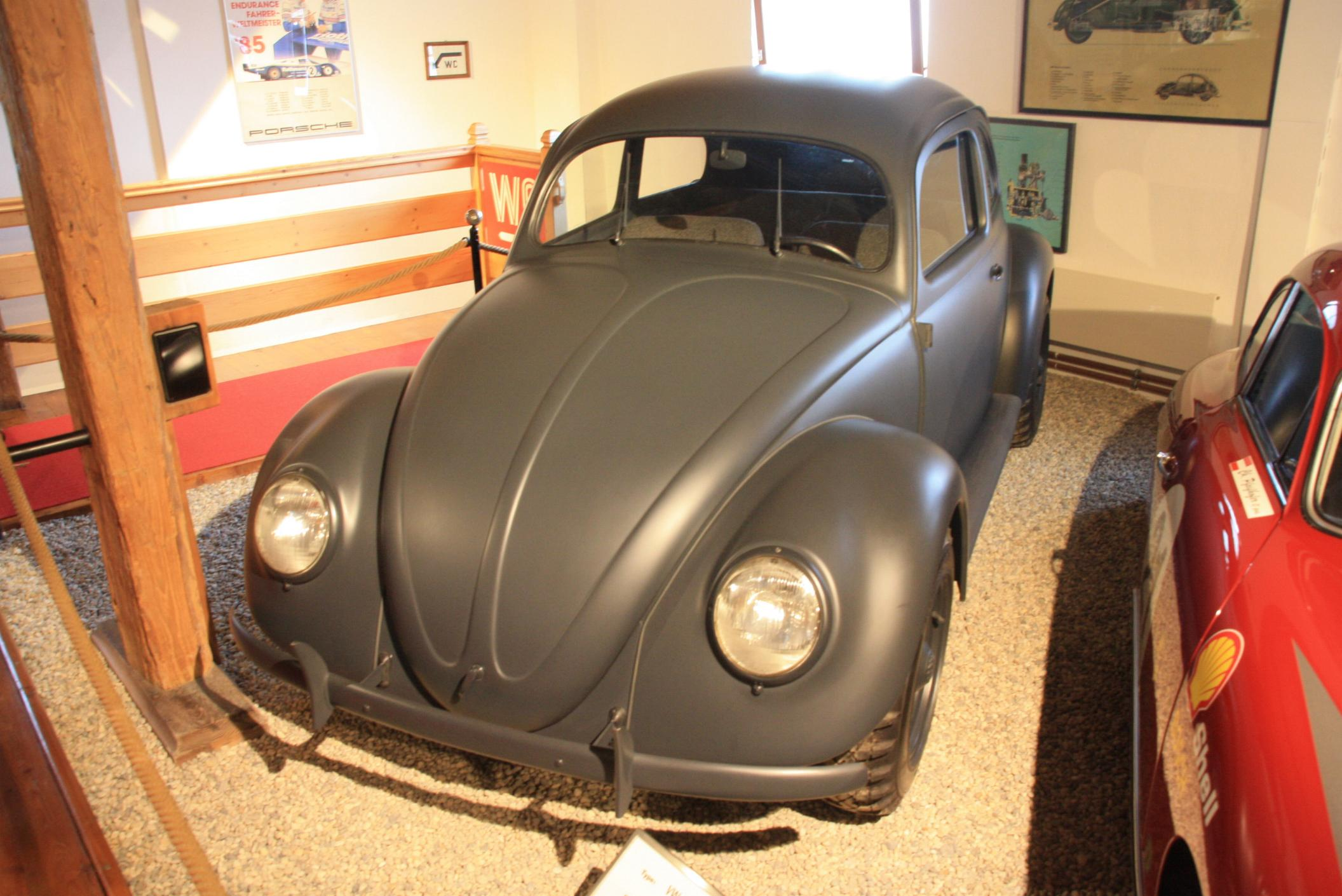
Volkswagen Typ 87 Kommandeurwagen, 4x4
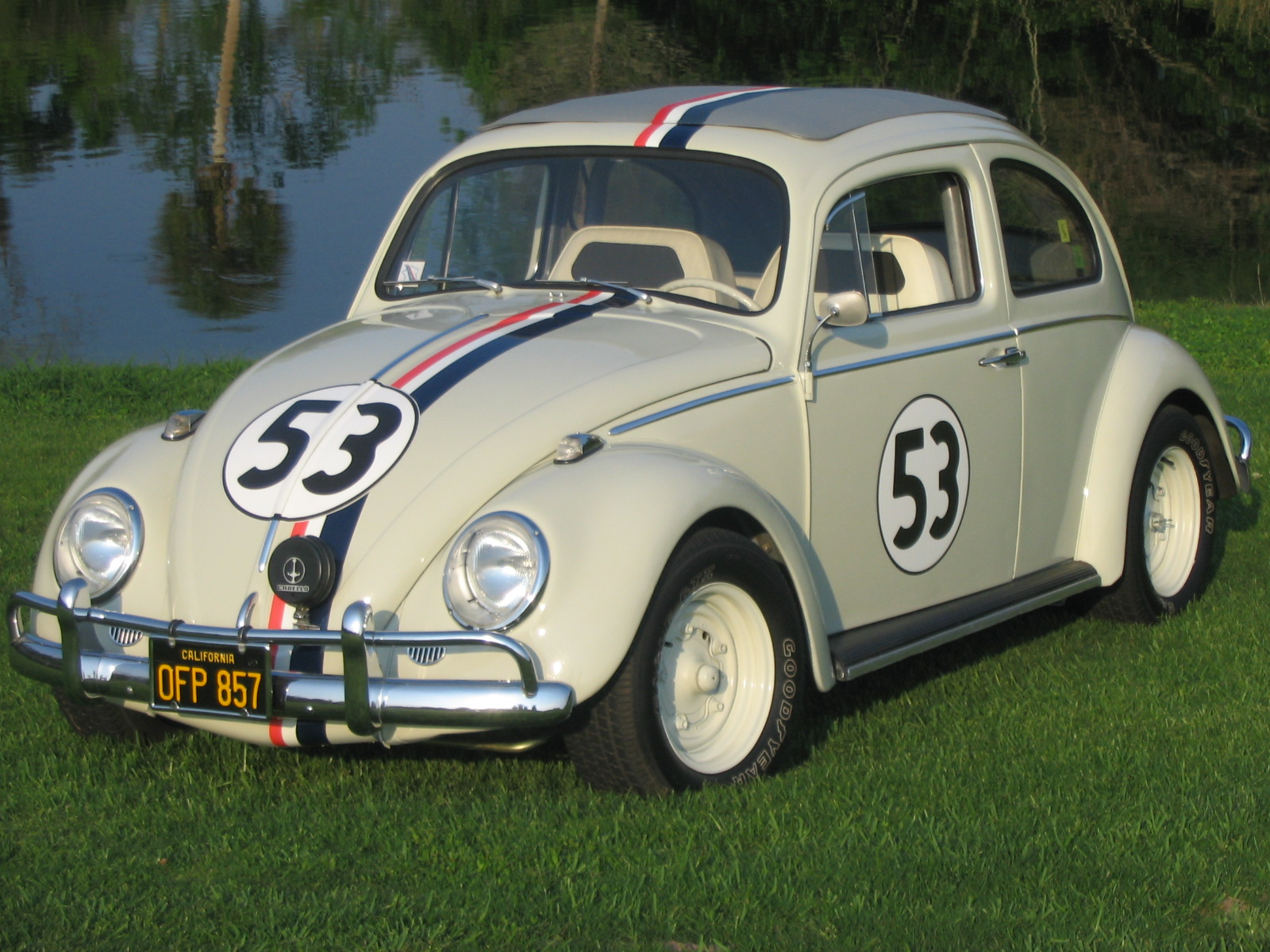
Herbie, il Maggiolino della Disney
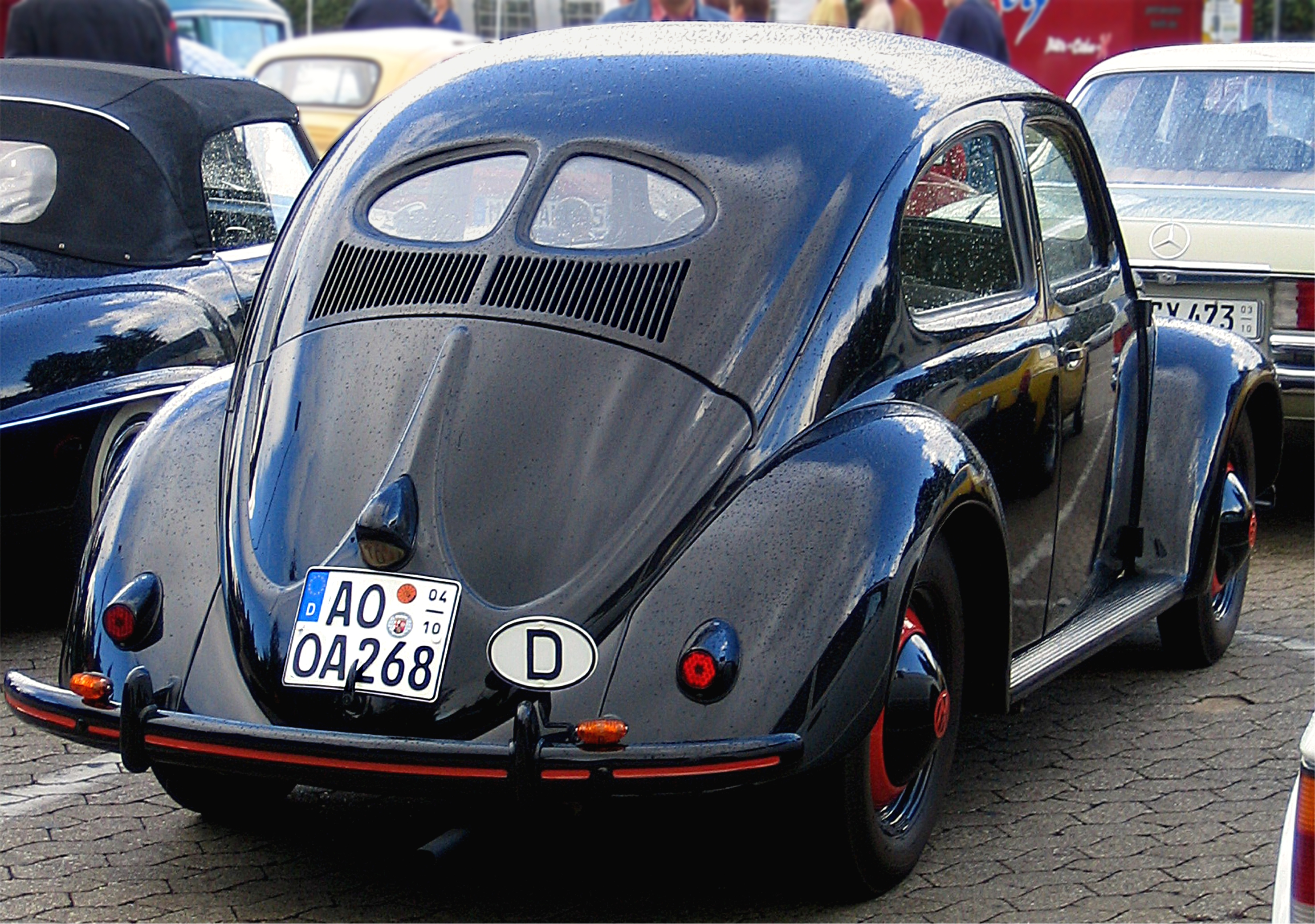
Maggiolino I serie con il lunotto "Due vetrini"
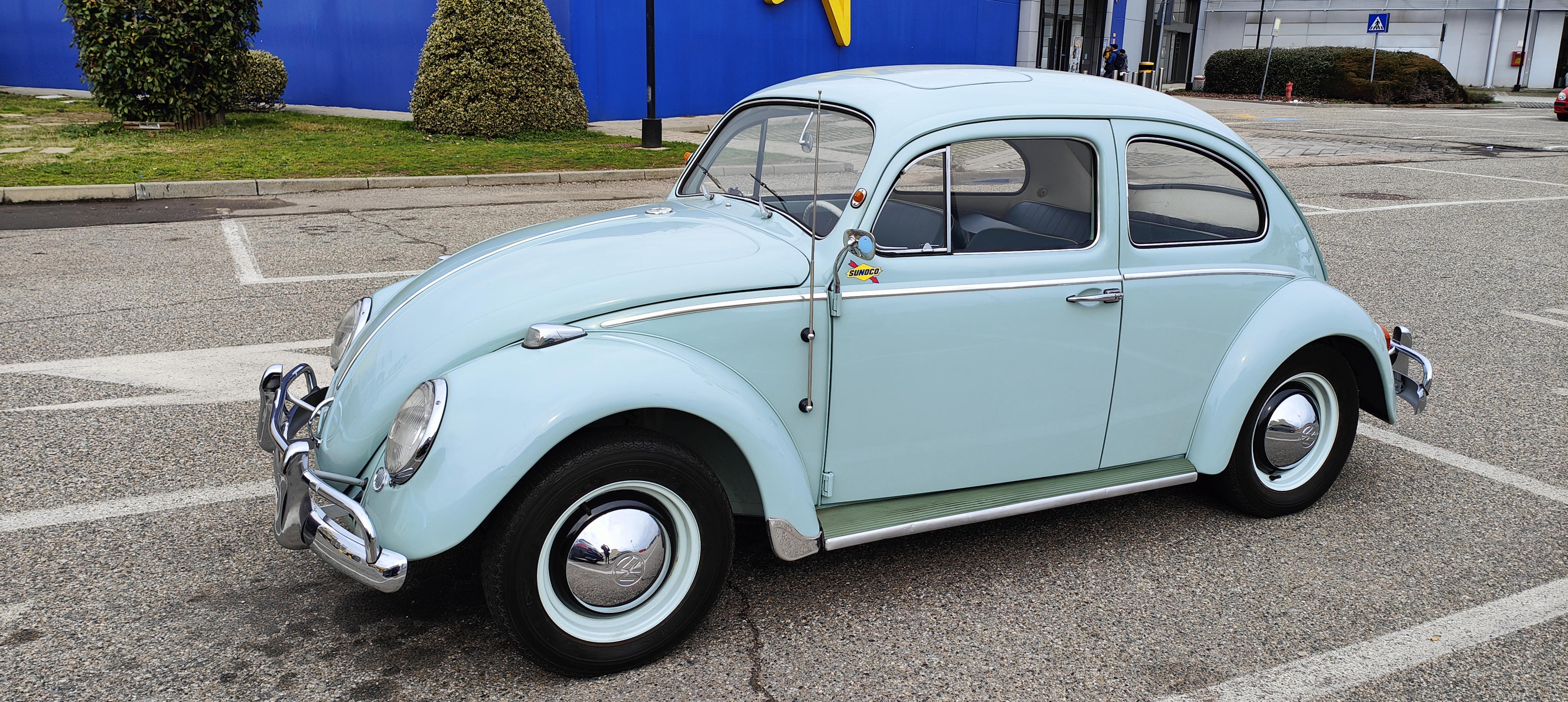
Un Maggiolino del 1964